# Mexico
Cet article concerne la capitale mexicaine. Pour les autres significations, voir Mexico (homonymie).
Pour un autre État du Mexique, voir État de Mexico.
Pour l'agglomération, voir Zone métropolitaine de la vallée de Mexico.
Mexico, officiellement la ville de Mexico (en espagnol : Ciudad de México /sjuˈða(ð) ðe ˈmexiko/ , en abrégé CDMX) est une entité fédérative et la capitale du Mexique.
Cette entité fédérative n'est ni une ville ni un État au sens des articles 43, 44 et 122 de la Constitution mexicaine. 
Mexico est un centre financier et culturel important avec une économie agricole très présente dans les périphéries.
Fondée au début du XIVe siècle par les Mexicas (Aztèques) sur un îlot du lac Texcoco, la ville précolombienne de Tenochtitlan a été remplacée par les conquérants espagnols lors de la chute de l'Empire aztèque en 1521 par la première grande ville de tracé européen du continent. Dès 1522, Hernán Cortés prend la décision de construire au même endroit la capitale de la Nouvelle-Espagne, qu'il nomme « México ».
Appelée « district fédéral » (Distrito Federal ou simplement DF) avant la réforme de janvier 2016 (es), Mexico possède un statut constitutionnel particulier car elle est le siège des pouvoirs de la Nation, et constitue, sans avoir le statut d'État, la 32e entité fédérative du Mexique, divisée en seize délégations, et dirigée par un chef de gouvernement élu au suffrage universel.
Cette entité fédérative, qui couvre 0,08 % du territoire national se trouve au centre du pays, sur un plateau situé à une altitude de 2 400 mètres, entouré de sommets volcaniques culminant à plus de 5 000 mètres, 307 km2 de son territoire se situent en zone agricole.
La zone métropolitaine de la vallée de Mexico (ZMVM) est une aire urbaine définie, mais non une entité politique. Sa population est de 20 892 724 habitants, la majorité d'entre eux vivant dans l'État de Mexico et dans l'entité fédérative de Mexico. C'est l'aire urbaine la plus peuplée du monde hispanophone, une des trois plus peuplées du continent américain (avec New York et São Paulo) et une des cinq à quinze villes les plus peuplées du monde. Elle comprend 76 entités administratives distinctes dont les 16 délégations, 59 municipalités de l'État de Mexico et une de l'État d'Hidalgo.
Le centre historique de Mexico ainsi que Xochimilco et le campus de la ville universitaire centrale de l'UNAM sont classés sous les auspices de l'UNESCO sur la liste du patrimoine mondial,.
En 2018, Mexico a rejoint le mouvement Fab City, suivant l'appel lancé par le maire de Barcelone, Xavier Trias, pour que toutes les villes du monde deviennent autosuffisantes d’ici 2054.

## Gentilé
En espagnol mexicain, les habitants de Mexico (ceux de l'entité fédérative Ciudad de México, distingués des autres habitants de la zone métropolitaine) sont le plus souvent appelés capitalinos, (« ceux de la capitale ») ou, plus familièrement, chilangos (es) (parfois avec une connotation dépréciative).
On les appelle également parfois defeños (« ceux du District fédéral »), en référence à l'ancien district fédéral. Il n'existe pas encore d'usage bien établi pour le nom des habitants de l'entité « Ciudad de México » nouvellement créée par la réforme de janvier 2016 (es) ; mexiqueño est répertorié par l'Académie royale espagnole depuis 2014, mais il n'est quasiment pas usité.
Le gentilé mexicano (« mexicain ») s'applique à tous les habitants du pays et « mexiquense » à ceux de l'État de Mexico, qu'il ne faut pas confondre avec l'entité fédérative de Mexico.

## Géographie

### Situation

Situation de Mexico.

L'entité fédérative de Mexico se trouve au centre du Mexique. Elle est entourée par l'État de Mexico au nord, à l'est et à l'ouest et par celui de Morelos au sud. Mexico est située à
106 km à l'ouest-nord-ouest de Puebla, à 387 km au nord-ouest d'Oaxaca de Juárez, à 466 km à l'est-sud-est de Guadalajara, à 1 544 km au sud-sud-est de Ciudad Juárez, et à 2 295 km au sud-est de Tijuana.

### Relief, géologie et hydrographie
Mexico se trouve dans un bassin endoréique de 9 500 km2, plat sur près de 1 000 km2, à 2 240 mètres d’altitude. La Vallée de Mexico (Valle de México) est entourée par plusieurs chaînes de montagnes : la Sierra de las Cruces (es) (sud-ouest), la Sierra de Ajusco-Chichinauhtzin (es) (au sud, 3 937 mètres, le point le plus haut de Mexico), la Sierra de Guadalupe (au nord).
Mexico s'étendait il y a 500 ans autour du lac Texcoco, et c'est sur une de ses îles que fut construite en 1325, Mexico-Tenochtitlan, capitale de l'empire aztèque et plus grande ville du continent américain, détruite et reconstruite par les Espagnols après la conquête de 1519-1521. De ce lac progressivement asséché il ne reste pratiquement que les canaux de Xochimilco.

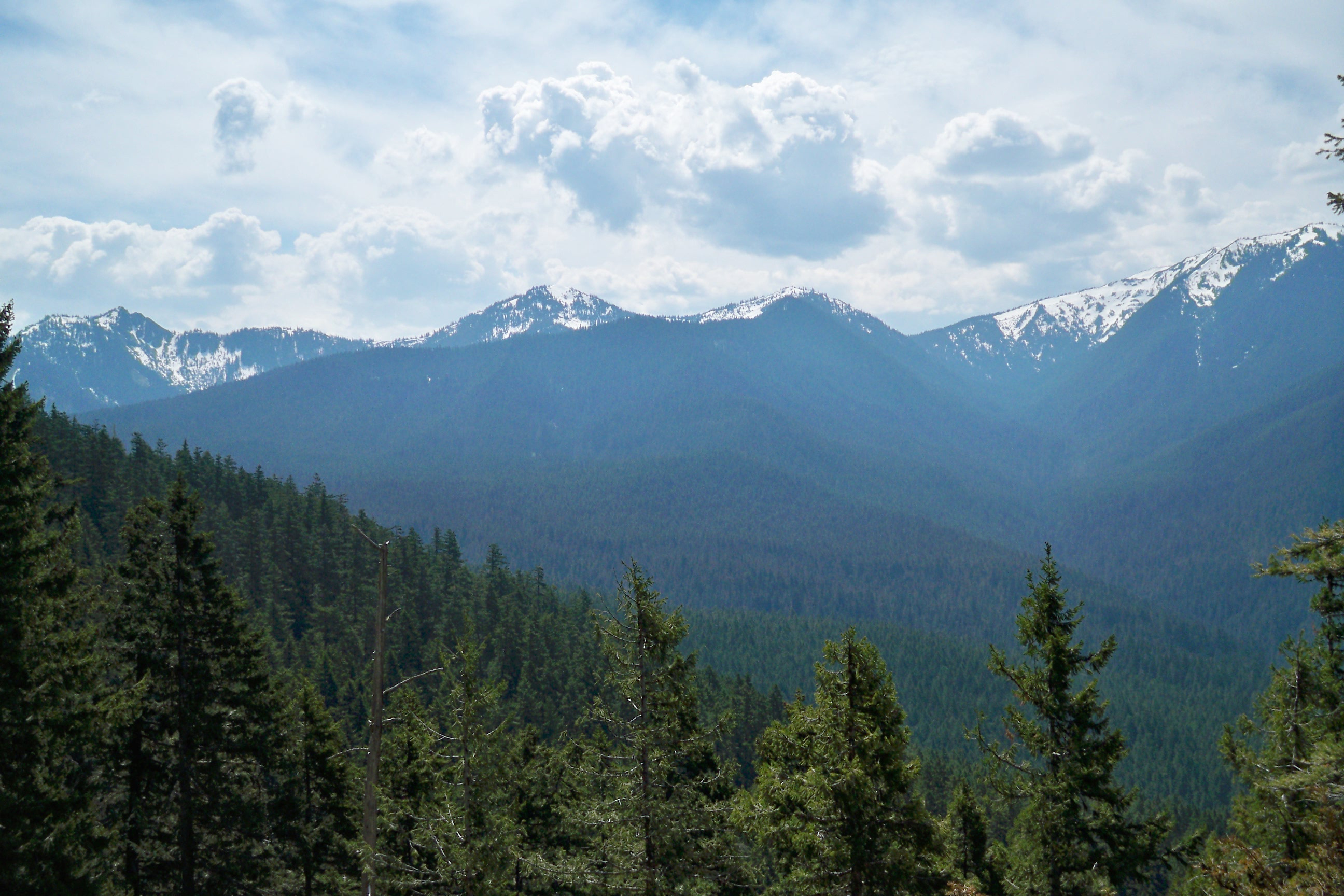
Parc national de Cumbres del Ajusco.

Le sous-sol de la vallée de Mexico présente des variations naturelles de perméabilité et de résistance en raison de la présence d'argile, de sédiments de l'ancien lac, de lave et de cendres déposés au quaternaire. Les fortes pentes et l’accélération de l’érosion favorisent les mouvements de masse et les glissements de terrain. Les tensions continuent de s’exercer et les chaînes volcaniques s’élèvent de 4,5 à 6 cm par an. Du fait de l’ajustement dynamique aux tensions, la cuvette est une zone de subsidence qui s’enfonce de plusieurs centimètres par an. Tous les écoulements se déversent vers la lagune de Texcoco, dont le niveau monte lors des précipitations concentrées en été. L’endoréisme favorise les inondations chroniques.
Une partie de l'entité fédérative s'enfonce actuellement (2017) de 30 centimètres par an en raison du pompage de la nappe phréatique consommée par environ 20 millions d'habitants et de nombreuses entreprises. Cet enfoncement a endommagé ou détruit plus de 90 km de voies du réseau de métro en tordant les rails et causant des ralentissements et des accidents. Des images satellitaires ont mis en évidence les déformations de surface, plus forte dans la partie Est de la ville (cartographie produite fin 2017). La ligne A sud-est (que le gouvernement envisageait de prolonger de 13 km) est celle qui a déclaré le plus de problèmes techniques et qui s'est récemment révélée être la plus touchée par des affaissements différentiels. Les abords de la station Oceania (site de l'accident de 2015) sont également concernés.

### Climat
Mexico a un climat tempéré d'altitude (Cwb selon la classification de Köppen). Bien qu'elle soit située dans la zone intertropicale, la température moyenne sur l'année est modérée par les effets de l'altitude. L'hiver est plutôt sec, le printemps est la saison la plus chaude et l'été correspond à la saison des pluies (de juin à septembre). Les vents dominants soufflent du nord-nord-est. Les secteurs les plus bas reçoivent moins de précipitations que la partie méridionale. Les régions sud de Tlalpán et de Milpa Alta, situées dans la chaîne de montagnes Ajusco (es) possèdent une végétation de conifères et de chênes.
| Mois                                | jan.  | fév.  | mars  | avril | mai   | juin  | jui.  | août  | sep.  | oct.  | nov. | déc. | année   |
| ----------------------------------- | ----- | ----- | ----- | ----- | ----- | ----- | ----- | ----- | ----- | ----- | ---- | ---- | ------- |
| Température minimale moyenne (°C)   | 5,9   | 7     | 9,2   | 10,7  | 11,7  | 12,3  | 11,5  | 11,5  | 11,6  | 9,9   | 7,8  | 6,5  | 9,6     |
| Température moyenne (°C)            | 13,6  | 15    | 17,4  | 18,7  | 19    | 18,5  | 17,4  | 17,5  | 17,1  | 16,2  | 14,9 | 13,9 | 16,6    |
| Température maximale moyenne (°C)   | 21,3  | 22,9  | 25,5  | 26,6  | 26,3  | 24,7  | 23,2  | 23,4  | 22,5  | 22,4  | 21,9 | 21,2 | 23,5    |
| Record de froid (°C)                | −4,1  | −4,4  | −4    | −0,6  | 3,7   | 4,5   | 5,3   | 6     | 1,6   | 0     | −3   | −3   | −4,4    |
| Record de chaleur (°C)              | 28,2  | 29,3  | 33,3  | 33,4  | 33,9  | 33,5  | 30    | 28,4  | 28,5  | 28,9  | 29,3 | 28   | 33,9    |
| Ensoleillement (h)                  | 207,7 | 214,7 | 229,4 | 210   | 198,4 | 153   | 145,7 | 158,1 | 138   | 176,7 | 198  | 186  | 2 215,7 |
| Précipitations (mm)                 | 7,6   | 5,6   | 10,4  | 23,1  | 56,5  | 134,9 | 161,4 | 153,4 | 127,8 | 54,1  | 12,8 | 6,9  | 754,5   |
| Nombre de jours avec précipitations | 2,21  | 2,41  | 3,65  | 8,05  | 13,44 | 18,15 | 22,39 | 22,3  | 19,24 | 9,71  | 4,13 | 2,34 | 128,02  |
| Humidité relative (%)               | 56    | 49    | 45    | 46    | 55    | 66    | 73    | 72    | 74    | 78    | 72   | 60   | 62      |
| Nombre de jours avec neige          | 0,04  | 0,05  | 0,1   | 0     | 0     | 0     | 0     | 0     | 0     | 0     | 0    | 0    | 0,19    |

| Cartes de l’environnement de Mexico |            |        |
|                                     |            |        |
| Topographie                         | Hydrologie | Climat |

#### Volcanisme
Le volcan Popocatepetl se trouve à moins de 70 km au sud-est du centre de Mexico ; il connaît une reprise d’activité depuis 1994. Sa dernière grande éruption date d'il y a 700 ans. Le quartier d'El Pedregal (es) se trouve sur un champ de lave issu de l'éruption du volcan Xitle qui a recouvert la cité préhispanique de Cuicuilco il y a environ 2 000 ans.

#### Séismes
Mexico est situé dans une zone sismique provoquée par la subduction de trois plaques tectoniques : plaque pacifique, plaque de Cocos et plaque nord-américaine. La vallée de Mexico est une zone de subsidence parcourue par des failles.

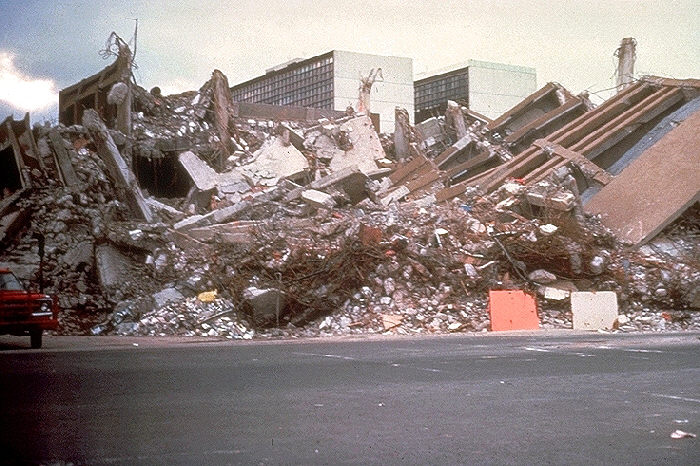
Destructions après le séisme de 1985.

Le séisme du 19 septembre 1985 qui secoua la capitale mexicaine, d'une magnitude de 8,1 sur l'échelle de Richter, dura deux minutes. Avec sa réplique qui eut lieu le lendemain (7,5 sur l'échelle de Richter), il fit entre 10 000 et 50 000 morts. Quatre cent douze immeubles ont été entièrement détruits et 5 000 à 9 000 bâtiments ont été endommagés et il reste encore de nombreuses séquelles, comme les immeubles abandonnés autour du parc de l'Alameda. Les dégâts se concentrent dans les quartiers centraux, sur une superficie de 40 km2 (4 % de l’espace urbanisé en 1980). Plusieurs quartiers sont même restés sans électricité durant plusieurs jours. Le quartier des ministères, entre autres, a été sévèrement touché. Une partie de l'immeuble des télécommunications s'est effondrée. Plus de 100 000 logements sont détruits, surtout dans les immeubles de plus de six étages. Le séisme a été considéré par certains Mexicains comme une punition divine. Son épicentre se trouvait à 400 km de Mexico.
Le séisme du 20 mars 2012 (en), d'une magnitude de 7,8, dont l'épicentre se situe sur la frontière entre les États de Oaxaca de Juárez et de Guerrero, est le plus fort tremblement de terre ressenti à Mexico depuis 1985. Survenu à midi, il déclenche une panique vive, mais qui reste contrôlée. Tous les bâtiments sont évacués, y compris le Parlement, alors en pleine session. Le séisme fit une dizaine de blessés dans la capitale et des centaines d'habitations furent touchées. Une réplique a été ressentie le 2 avril 2012.
Mexico déploie des détecteurs sismiques permettant de prévenir l'arrivée d'un séisme quelques minutes avant son déclenchement, par l'intermédiaire des téléphones mobiles. Mexico est menacée par un gap sismique qui prend sa source dans l'État de Guerrero, proche de la zone originelle du séisme de 2012. Cette zone située entre la côte et la ville de Mexico fait l'objet d'un programme de recherche et est équipée de stations de mesures GPS installées par les chercheurs de l'UNAM et du CNRS,.

#### Pollution
En 1986 a été mis en place un système de surveillance atmosphérique (Sistema de Monitoreo Atmosférico ou SIMAT), qui donne un indice métropolitain de la qualité de l'air (IMECA).
Mexico est dans les années 1990 la ville la plus polluée au monde.
En 2008, 1,5 % des gaz à effet de serre du monde étaient produits par l'agglomération de Mexico. 4 000 décès par an sont imputés à la pollution par les associations de défense des droits de l'homme. Ces chiffres cependant ne sont que des estimations. En 2016, 2,34 % des gaz à effet de serre du monde étaient produits par l'agglomération de Mexico[réf. nécessaire].
Cette pollution est en particulier la conséquence de la circulation automobile — on compte quatre millions d'automobiles, 27 000 microbus, 92 000 taxis qui consomment environ 14 millions de litres d'essence chaque jour — et d'une activité industrielle qui a connu un essor extrêmement rapide (60 000 entreprises industrielles travaillent dans l'agglomération de Mexico), sans toujours respecter les normes environnementales. L'étalement urbain et la construction de nouvelles autoroutes depuis une trentaine d'années renforcent l'usage de l'automobile à Mexico. D'après un rapport de la Commission des Droits de l'Homme de Mexico (CDHDF) publié en décembre 2008, 80 % des émissions de GES sont produites par les transports.
Depuis 1989, le programme de circulation alternée Hoy No Circula, qui obligeait les vieux modèles de voitures à ne pas circuler un jour par semaine, et le contrôle des véhicules ont été mis en place pour essayer de remédier à ce problème. Depuis 2008, le programme a été étendu au samedi. C'est aussi pourquoi les gens qui en ont les moyens possèdent plusieurs véhicules avec des numéros d'immatriculation pair et impair ou des plaques de couleurs différentes pour pouvoir circuler toute l'année.[réf. nécessaire]
Il existe également des problèmes de pollution par l'ozone.
Le volcan Popocatepetl, dont l'activité est permanente depuis 6 mai 2005 est également une importante source de pollution par l'injection de particules fines (moins de 10 micromètres) et de dioxyde de soufre dans l'atmosphère, qui occasionnent des problèmes respiratoires. Le rôle du SIMAT est de lancer des alertes en cas de vents défavorables. Il peut recommander le cas échéant aux personnes les plus sensibles de rester confinées chez elles. Les enfants et les personnes âgées sont les plus atteints.
La situation de cuvette aggrave l'effet de la pollution en favorisant l'inversion thermique. La longue saison sèche favorise la stagnation de l’air sur la ville pendant la moitié de l’année. Du fait de l’altitude, certains quartiers s’étendent à plus de 2 800 mètres, il gèle une dizaine de nuits entre décembre et février. Le refroidissement du sol provoque une inversion thermique : une couche d’air froid stagnante de quelques centaines de mètres d’épaisseur accumule les gaz, les fumées, les poussières qui ne se dispersent partiellement que lors du réchauffement du milieu de la journée (pas tous les jours). Cette combinaison d’éléments favorables à la concentration de pollution atmosphérique se réduit pendant la saison des pluies : les températures sont plus élevées, les orages presque quotidiens renouvellent l'air, l’humidité des sols et la croissance de la végétation empêchent la formation de nuages de poussière.
Enfin, l'exposition aux radiations solaires par combinaison entre l'altitude élevée et un climat généralement ensoleillé est à l'origine d'un risque important de cancer de la peau.
En mai 2019, la ville est atteinte par un épais nuage de fumées dues principalement aux incendies dans les forêts avoisinantes. Les écoles sont fermées et les chantiers sont suspendus.

#### Autres problèmes
Les glissements de terrain et l'érosion sont provoqués par les défrichements sur les pentes et leur artificialisation. Le traitement des déchets représente également un grand défi pour Mexico qui produit des milliers de tonnes d'ordures chaque jour ; une partie est incinérée, ce qui ne favorise pas la qualité de l'air ; une autre partie est laissée dans des décharges à ciel ouvert.

#### Gestion de l'eau

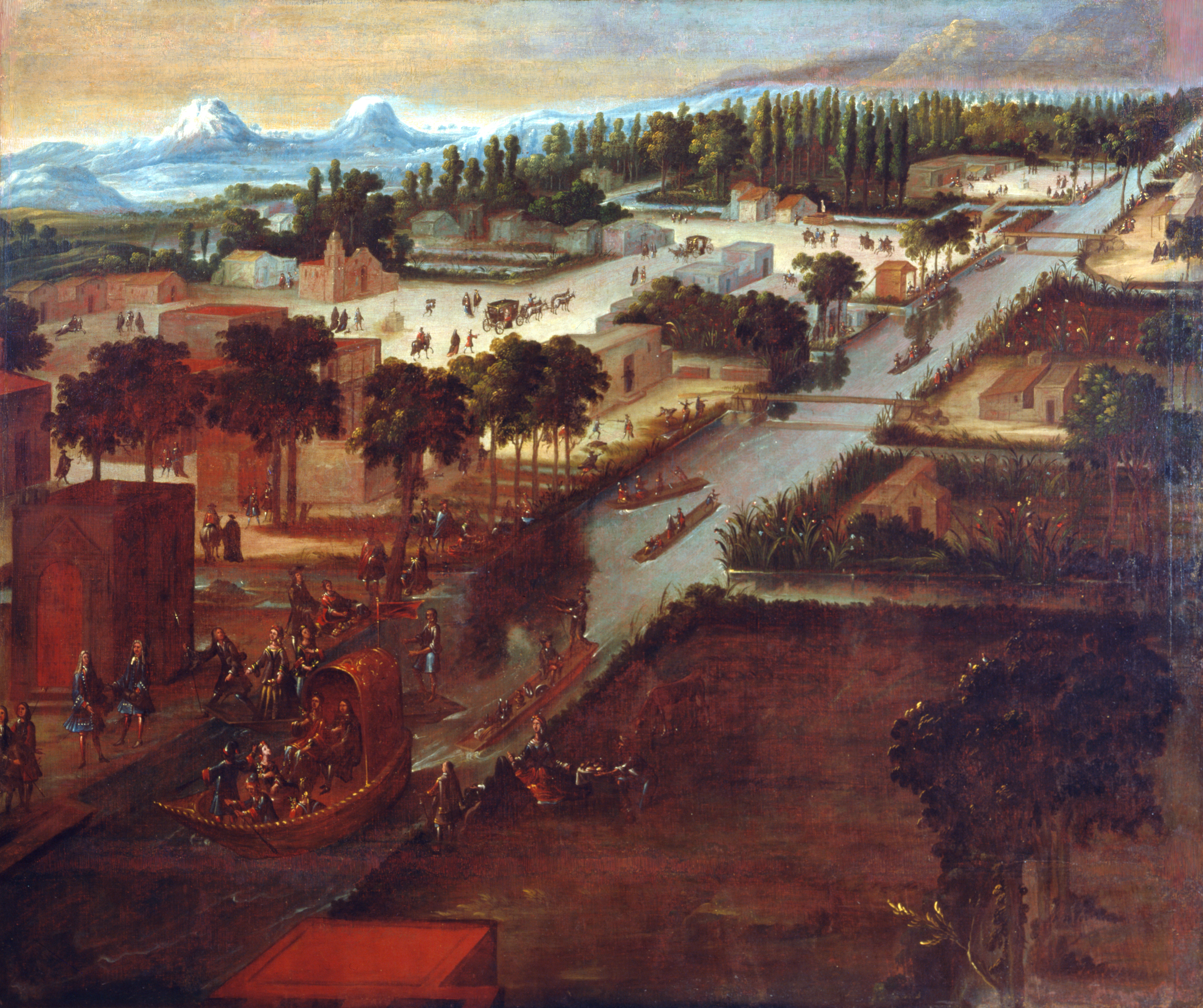
La promenade du Vice-roi dans le Canal de la Viga, par Pedro Villegas en 1706. Musée Soumaya,. Il s'agit de la plus ancienne représentation connue du Canal de la Viga et des chinampas.

À l'origine, une grande partie de la vallée se trouvait sous les eaux du lac Texcoco, un système de lacs salés et d'eau douce interconnectés. Les Aztèques ont construit des digues pour séparer l'eau douce utilisée pour les cultures dans les chinampas ("jardins flottants" ou îles artificielles pour l'agriculture) et pour prévenir les inondations récurrentes. Ces digues ont été détruites lors du siège de Tenochtitlan et, à l'époque coloniale, les Espagnols ont régulièrement asséché le lac pour prévenir les inondations. Il ne reste qu'une petite partie du lac d'origine, située à l'extérieur de la ville de Mexico, dans la municipalité d'Atenco, dans l'État de Mexico.
À l'époque aztèque, l'empereur Moctezuma Ier avait fait construire un premier aqueduc de 5 km de long. Un deuxième fut aménagé sous Ahuitzotl entre Coyoacán et le centre. En 1449, une digue de 16 km a été édifiée pour protéger la ville des inondations.

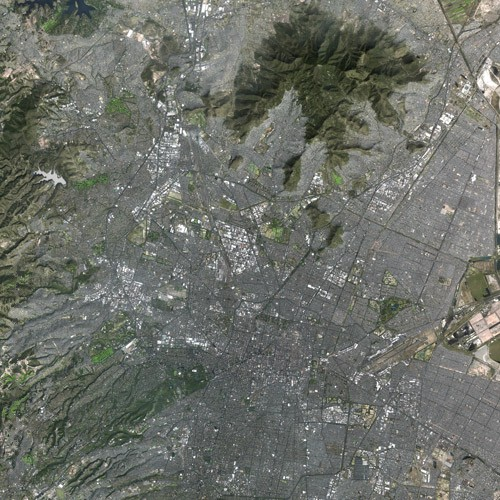
Mexico vue par le satellite SPOT.

En 1555, la première inondation frappe la ville de Mexico. Face aux inondations catastrophiques, les Espagnols utilisent d’abord les techniques indigènes puis décident de drainer. De nouveaux travaux sont réalisés en 1607 sous la direction de Juzan Sánchez Vaquero et Enrico Martínez. Le drainage de la ville par les Espagnols fut une catastrophe écologique. Des milliers d'Amérindiens furent employés au creusement d’un tunnel. Après l'inondation de 1629, les travaux reprirent en 1680 puis épisodiquement au XVIIIe siècle. À la fin du XIXe siècle, Porfirio Díaz fait construire un deuxième canal de drainage. Avec la disparition des lacs, le climat de la ville est devenu plus sec ; en hiver, le vent soulève des nuages de poussière appelés tolvaneras.
Le problème de l'eau à Mexico est double : il faut approvisionner la ville en eau potable, mais aussi évacuer les eaux usées et saumâtres en évitant les infiltrations entre les deux réseaux, même pendant la saison humide. Il s’agit d’un « paradoxe hérité de l’histoire » : il a fallu trois siècles de travaux pour expulser l’eau que l’on fait venir à grands frais des vallées environnantes. De nos jours, le « système de Cutzamala », se compose de sept barrages dont l'eau est transportée jusqu'à la ville par un aqueduc de 110 kilomètres de longueur. Ce système est aujourd'hui obsolète, le mauvais état des tuyaux représente un déficit de 30 mètres cubes d'eau par seconde pour alimenter correctement la ville de Mexico. Un plan de rénovation est prévu pour 2025.

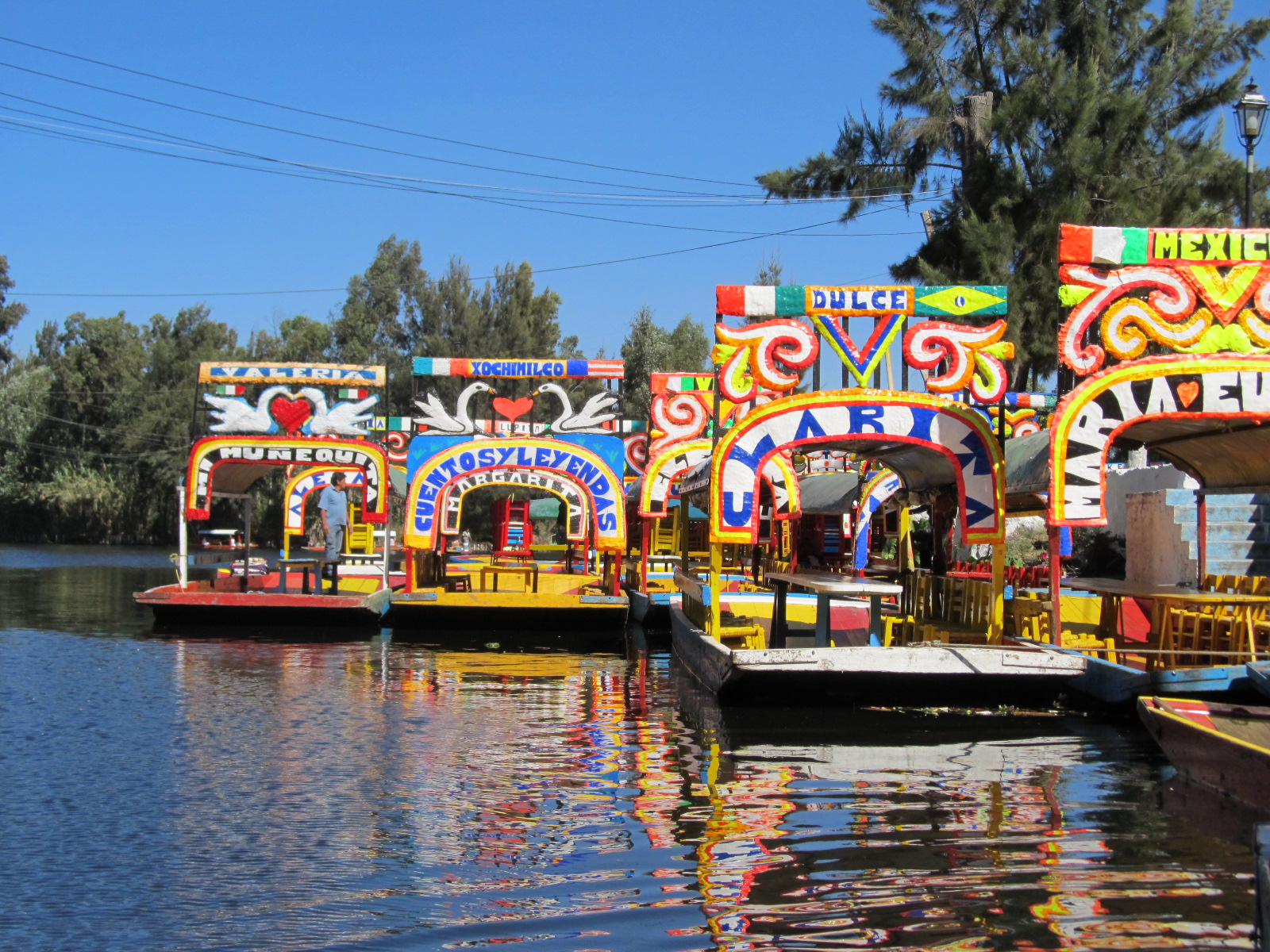
Trajineras dans les canaux de Xochimilco.

En centre-ville, la surexploitation des nappes crée des contractions de terrain qui se traduisent par des effondrements locaux (−7 mètres). Le phénomène est connu depuis 1925, il s’est accéléré dans les années 1950, jusqu’à 50 cm/an en moyenne[réf. nécessaire]. En 1954, le palais des beaux-arts de Mexico s’est effondré et son escalier d’entrée a dû être inversé. Depuis les années 1980, les effondrements locaux sont mieux contrôlés, ils sont de l’ordre de 5 à 8 cm/an aujourd’hui. Mais ils ont progressivement déplacé le niveau de base vers le centre-ville, qui s’est enfoncé de plus de 3 mètres sous le niveau de l'ancien lac.
Aujourd'hui, la métropole mexicaine manque d'eau : La capitale est déclarée en stress hydrique depuis 2004. Il existe un déséquilibre entre les ressources et la consommation qui s'élève à 350 litres par jour et par habitant, soit deux fois celle des capitales européennes, d'après le directeur du réseau d'adduction d'eau de Mexico. En janvier 2009, la Commission nationale de l'eau (Conagua) a annoncé des restrictions pendant la saison sèche.
Environ 20 % des habitants n'ont accès à l'eau potable que quelques heures par jour.
Les années de sécheresse accentuent la pression sur l'approvisionnement en eau dans la ville, obligeant le gouvernement à réduire en 2023 les quantités distribuées, alors qu'un tiers des habitants en reçoit déjà trop peu.

## Urbanisme

### Préhispanique
Les traces d'occupation les plus anciennes du site, qui n'était alors qu'un ensemble d'îlots sur le lac Texcoco, remontent à la phase Mazapa, peut-être entre le IXe et Xe siècles. Les codex aztèques situent la fondation de la ville à la date symbolique de 1325 mais les premières constructions retrouvées par les archéologues ont été datées à une époque légèrement antérieure, probablement vers 1300.
Elle s'est ensuite agrandie progressivement. À la fin de l'époque aztèque, au début du XVIe siècle, Tenochtitlan était déjà une capitale et une ville très peuplée. Cortés l'a comparée à la ville de Venise parce qu'elle était parcourue par de multiples canaux. Son plan était orthogonal et son centre se trouvait au Templo Mayor, qui correspond aujourd'hui au Zócalo. Deux grandes axes perpendiculaires partaient de ce quartier politico-religieux qui divisaient la cité en quatre sections(campan). Chaque section était divisée en quartiers (calpulli) qui possédait son marché, son école et son temple. Toutes les nouvelles constructions devaient être approuvées par le calmimilocatl, un fonctionnaire chargé de l'urbanisme de la ville. La ville possédait aussi des latrines publiques. Les excréments étaient recueillis pour être utilisés comme engrais. Environ 1 000 personnes travaillaient de plus au nettoyage de la ville.
Dans les régions marécageuses du Lac de Xochimilco, les Aztèques ont créé de nouvelles terres cultivables appelées chinampas, sortes de jardins flottants. Pour cela, ils prélevaient de la boue dans le fond du lac qu’ils déposaient sur de larges radeaux constitués de branches et de végétaux coupés. Ces îlots artificiels étaient séparés par des canaux étroits qui permettaient aux paysans de circuler en canots et en pirogues. Ces chinampas étaient très fertiles et pouvaient produire plusieurs récoltes par an.

### Vice-royal et moderne
À partir du XVIe siècle, les conquérants espagnols ont en partie repris les structures précolombiennes en apportant des modifications : ils asséchèrent le lac Texcoco, et introduisirent la propriété foncière et de nouvelles structures urbaines. Ils construisirent des églises de style baroque churrigueresque Ils aménagent des places, dont la principale (Plaza de la Constitución) réunit les bâtiments des pouvoirs administratif et religieux : palais du vice-roi et la cathédrale métropolitaine. Les Jésuites en particulier érigent des missions dans la ville.
De grandes artères : l'Avenida de los Insurgentes (es) et le Paseo de la Reforma.

### Contemporain
Mexico possède des quartiers très variés. Au centre se trouve le quartier historique, lieu de fondation de Tenochtitlan par les Aztèques. Classé sur la liste de patrimoine mondial, il a fait l'objet de réhabilitations et de fouilles archéologiques. C'est également le centre du pouvoir politique (palais présidentiel) et religieux (cathédrale métropolitaine).
Il existe des quartiers modernes et de style colonial comme ceux de Colonia Del Valle, Polanco, Pedregal, de Coyoacán et de San Ángel.

## Histoire

### Époque précolombienne

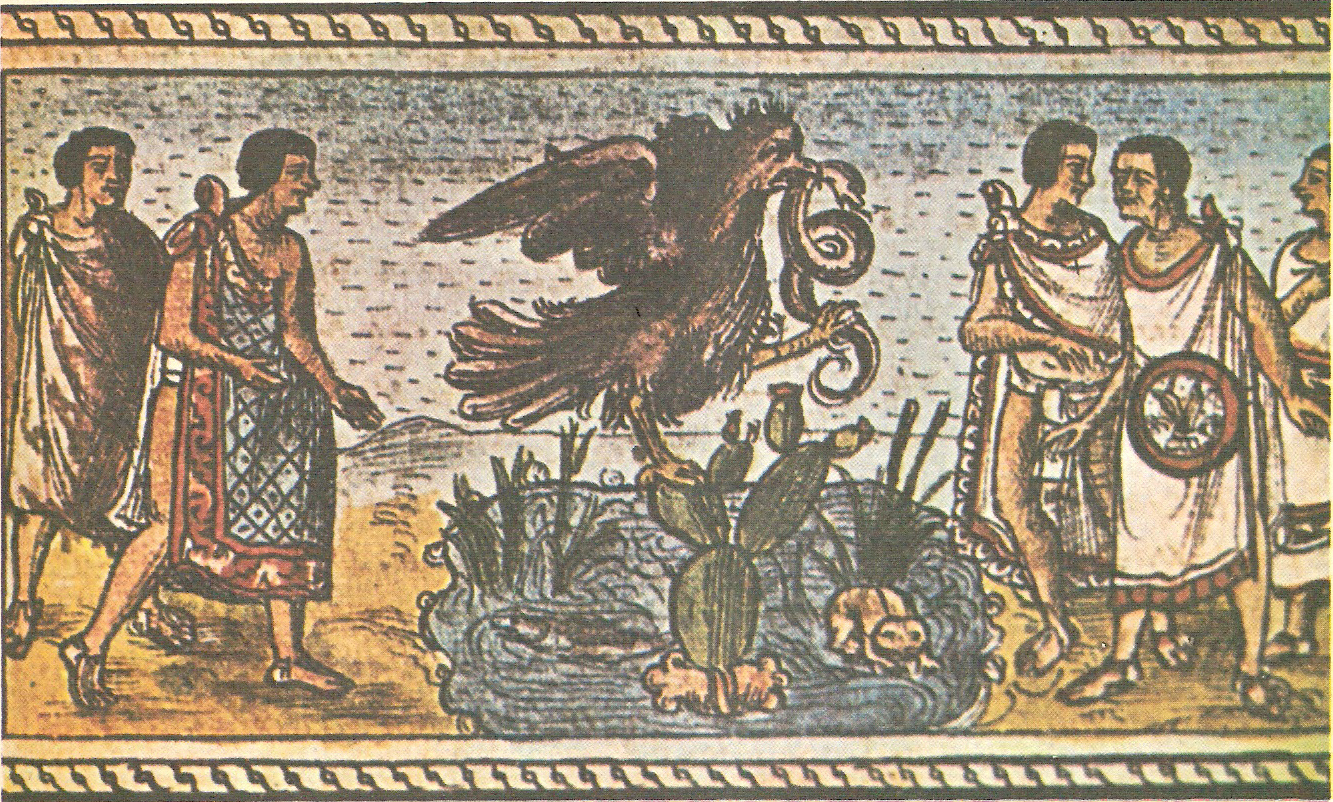
Fondation de Mexico-Tenochtitlan. Codex Durán, 1579.

Les plus anciennes traces d'occupation humaine sur le territoire de la ville de Mexico sont celles de la "Femme de Peñón" et d'autres trouvées à San Bartolo Atepehuacan (Gustavo A. Madero). On pense qu'ils correspondent à la période du Cénolithique inférieur (9500-7000 av. J.-C.). Cependant, une étude de 2003 a placé l'âge de la femme Peñon à 12 700 ans (âge calendaire), l'un des plus anciens restes humains découverts en Amérique. L'étude de son ADN mitochondrial suggère qu'elle était d'origine asiatique ou européenne.

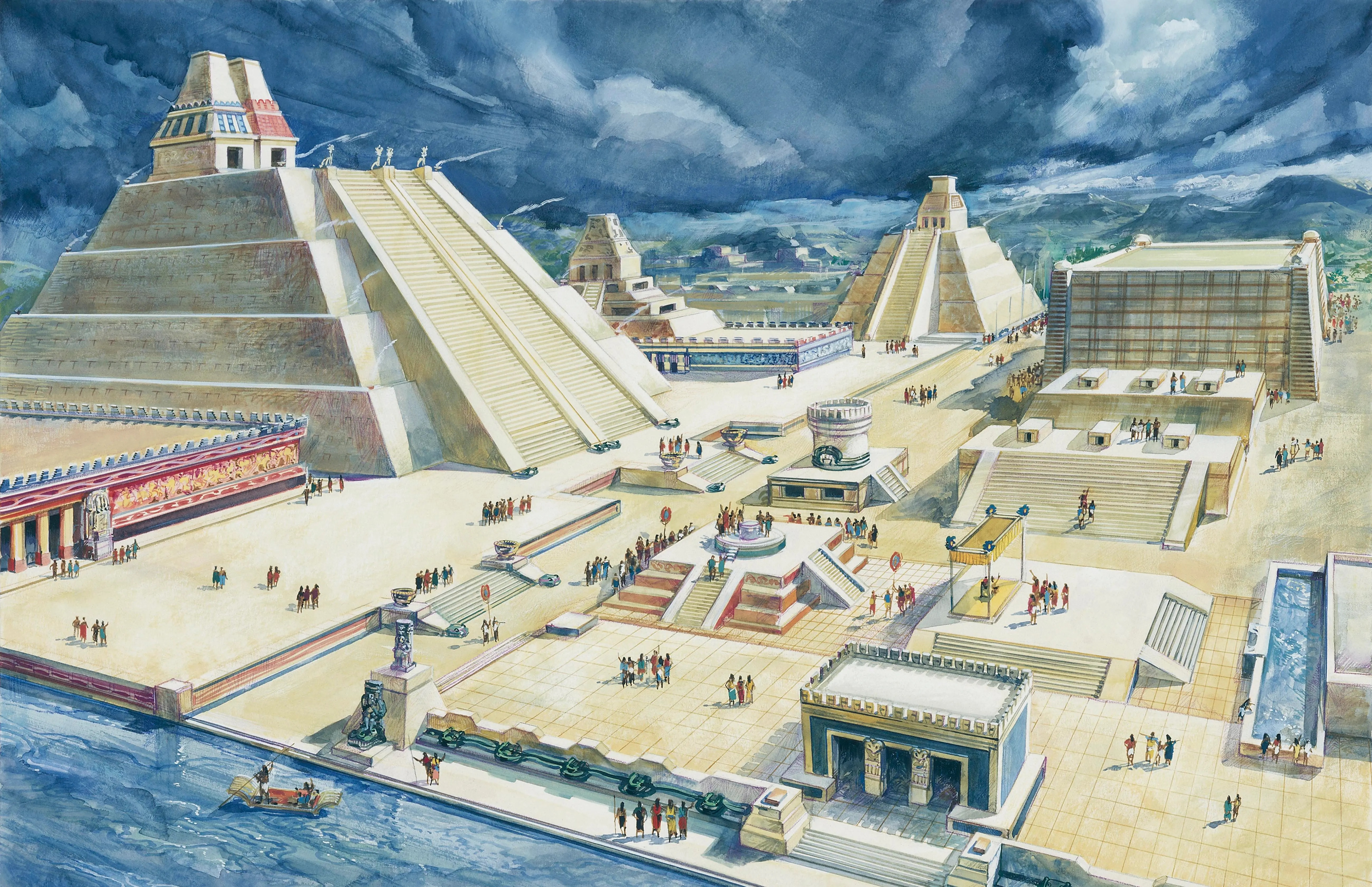
Vue de Mexico-Tenochtitlan sur le territoire actuel de la ville.

Au cours des trois premiers millénaires avant notre ère, sous l'influence ou dans l'ombre de la culture olmèque, plusieurs populations importantes telles que Cuicuilco se sont développées ici. Vers la fin du Préclassique, l'hégémonie de Cuicuilco cède la place à l'essor de Teotihuacan, située au nord-est du lac Texcoco. Pendant la période classique, cette ville a été un noyau qui a concentré la plupart des habitants du bassin du lac, laissant Azcapotzalco comme l'un de ses satellites sur la rive occidentale, occupée par des peuples d'origine otomi. À l'est du lac, la colline Cerro de la Estrella était le siège d'un petit village de Teotihuacan.
Le déclin de Teotihuacan a commencé vers le VIIIe siècle. Certains de ses habitants se sont déplacés vers les rives du lac Texcoco, où ils ont fondé des villes comme Culhuacan, Coyoacán et Copilco. Entre le VIIIe   et le  XIIIe siècle, la région a été le théâtre de migrations teochichimèques qui ont donné naissance aux cultures toltèque et aztèque. Ces derniers sont arrivés vers le XIVe siècle pour s'installer d'abord sur les rives du lac.

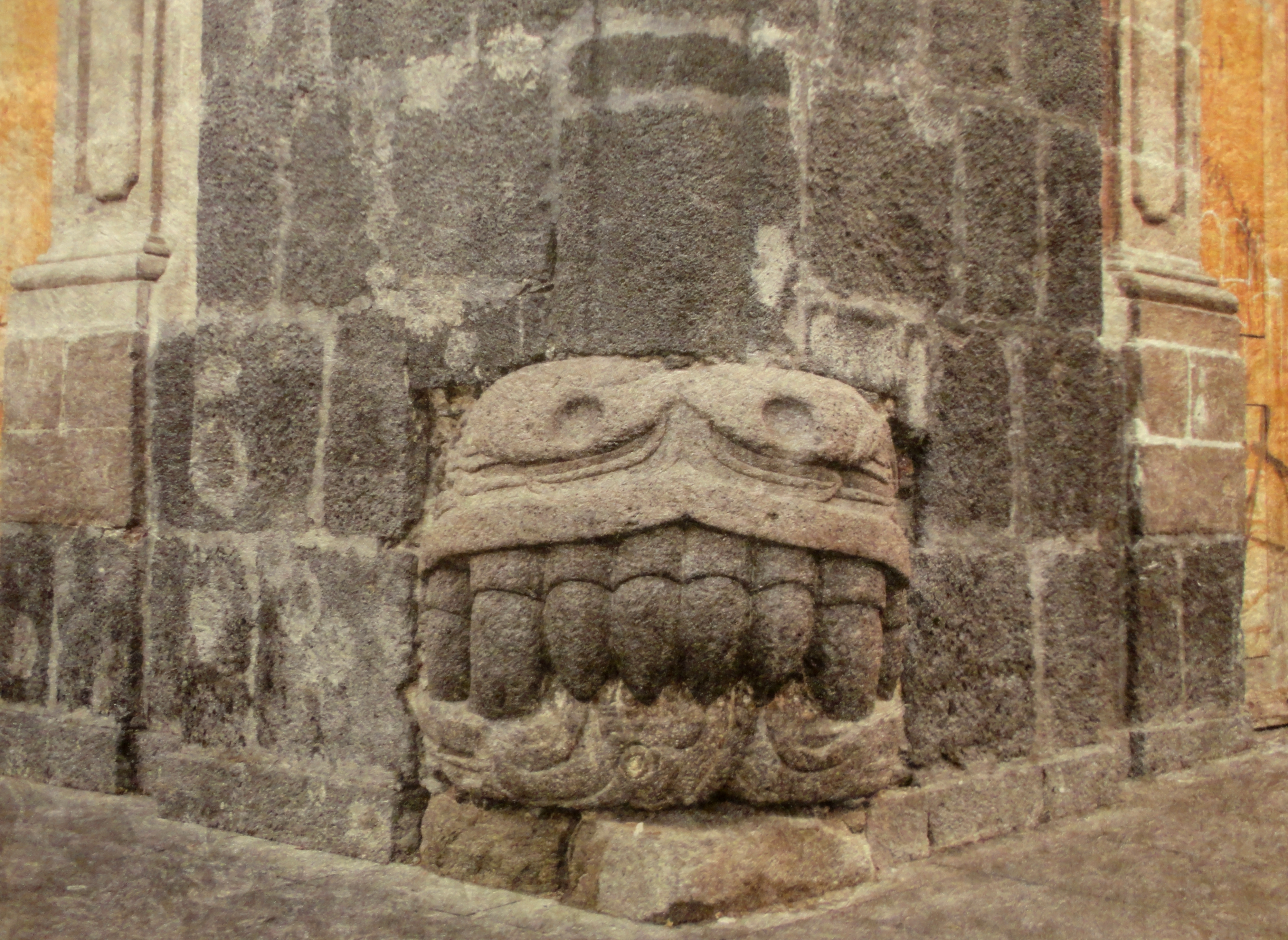
Tête aztèque de Quetzalcóatl attachée à l'angle du Palais des Comtes de Santiago de Calimaya, actuel Musée de la ville de Mexico.

En raison de son origine mythologique, il n'existe pas de consensus scientifique sur la date de la fondation de la ville de Mexico-Tenochtitlan, mais il est possible qu'elle ait eu lieu au début du XIVe siècle,. Les sources du XVIe siècle qui établissent une corrélation entre les calendriers anciens et les calendriers occidentaux la situent en 1325 -2 maisons dans le récit calendaire mexicain- ou en 1345, sur un îlot situé au centre de la zone lacustre. Quelques années plus tard, une fraction des Mexica migrant depuis le nord du pays aurait fondé la ville de Mexico-Tlatelolco sur un autre îlot au nord-ouest. Plus tard, en 1428, Tenochtitlan, Tetzcoco et Tlacopan établirent la Triple Alliance dominée par les Mexica qui créèrent un empire sur un territoire d'environ 300 000 kilomètres carrés. Dans le cadre de cette expansion, Tenochtitlan a conquis l'autre ville mexicaine de Tlatelolco en 1473, qui, en raison de leur proximité, ont été réunies en une seule zone urbaine. À l'époque de l'arrivée des Espagnols, Mexico-Tenochtitlan était l'une des plus grandes villes du monde antique avec, selon les estimations modernes, une population estimée à 300 000 personnes.
Selon Jacques Soustelle, les Aztèques s'installèrent dans ce lieu peu propice parce que tous les autres endroits étaient occupés par des tribus plus puissantes.

### La conquête de Tenochtitlan par Hernan Cortés (1521)

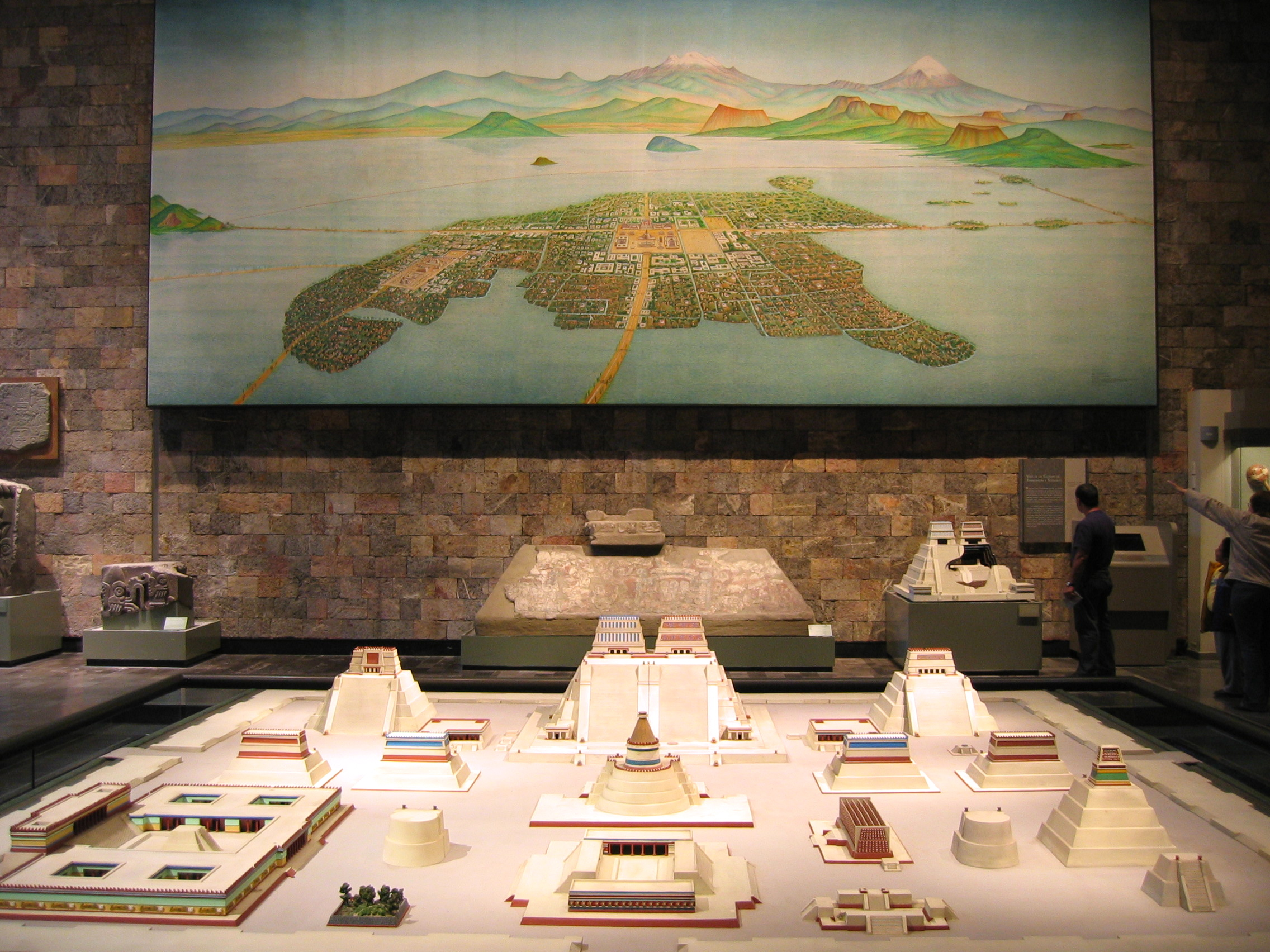
Représentation de Mexico-Tenochtitlan au Musée national d'anthropologie.

En 1519, le conquistador espagnol Hernán Cortés, chargé par le gouverneur de Cuba, Diego Velázquez de Cuéllar, d'une mission d'exploration et de contact au Mexique, fonde la ville de Veracruz en juillet, puis marche vers Mexico-Tenochtitlan à la tête de 300 Espagnols et 800 Totonaques.

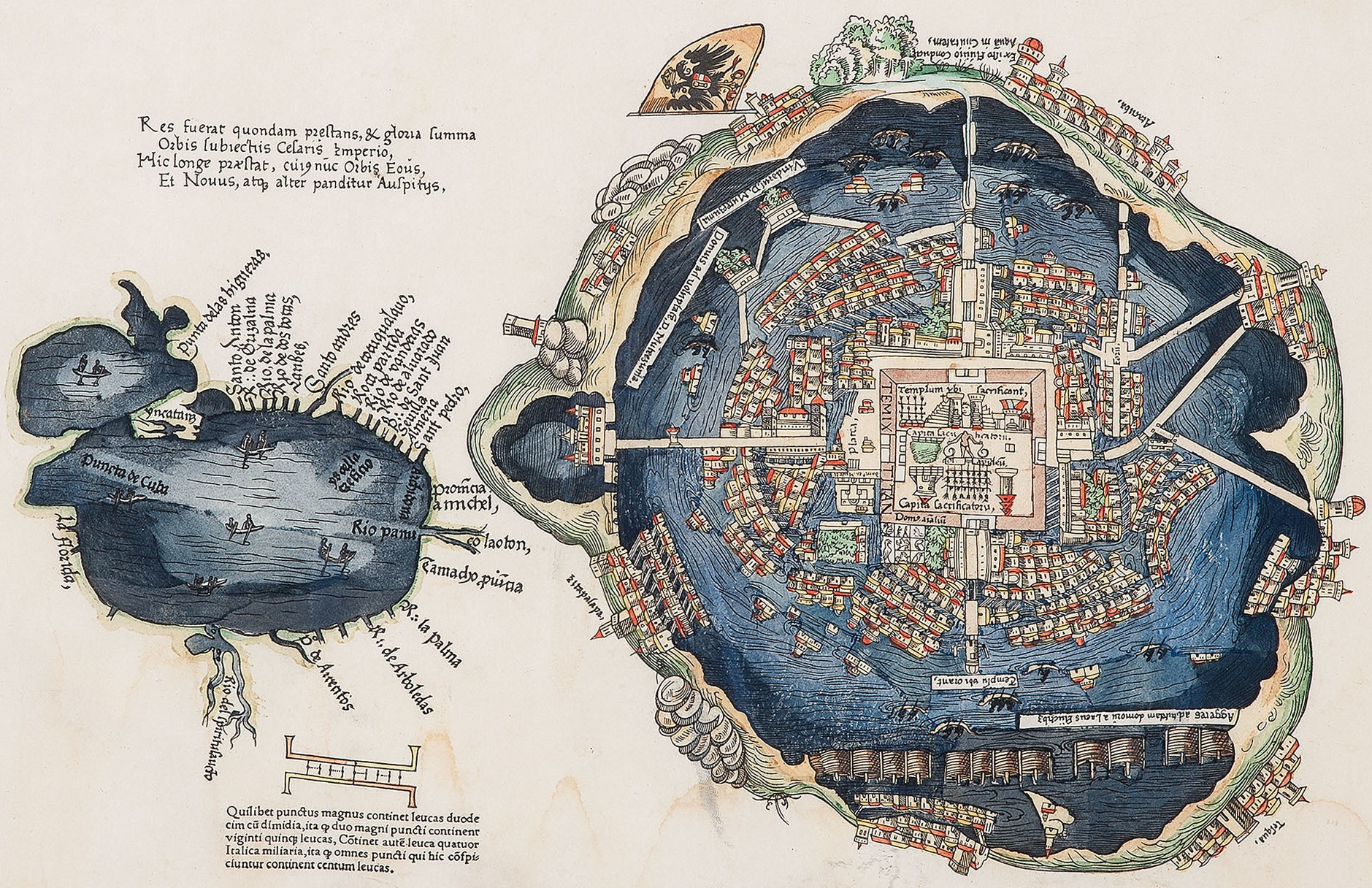
La plus ancienne carte européenne de Tenochtitlan, 1524. [version tardive, coloriée à la main]. Extrait de la lettre de Hernán Cortés “Plaeclara Ferdinandi Cortéssi de Nova maris Oceani Hyspania Narratio”. Newberry Library, Chicago.

Les Espagnols atteignirent le territoire de l'actuelle ville de Mexico par Iztapalapan en juillet 1519. Ils poursuivent leur voyage par la chaussée d'Iztapalapan jusqu'à la capitale Tenochca Il arrive dans la capitale le 9 novembre et est bien accueilli par Moctezuma II. Moctezuma accueille les Espagnols ; ils échangent des cadeaux, mais la camaraderie ne dure pas longtemps. Cortés assigne Moctezuma à résidence, espérant gouverner par son intermédiaire,. Mais dans les mois qui suivent, les relations deviennent difficiles et après l'assassinat de dignitaires aztèques en mai 1520, la ville se soulève et assiège les Espagnols dans le palais que leur a alloué l'empereur. En 1520, Pedro de Alvarado (en l'absence de Cortés) attaque les Aztèques à la Massacre de Toxcatl. C'est à ce moment-là que les Aztèques entament les hostilités contre les envahisseurs européens.
Pendant la conquête, Hernán Cortés avait pour assistante et traductrice Malintzin, connue sous le nom de La Malinche, qui l'aidait à communiquer avec les Aztèques.

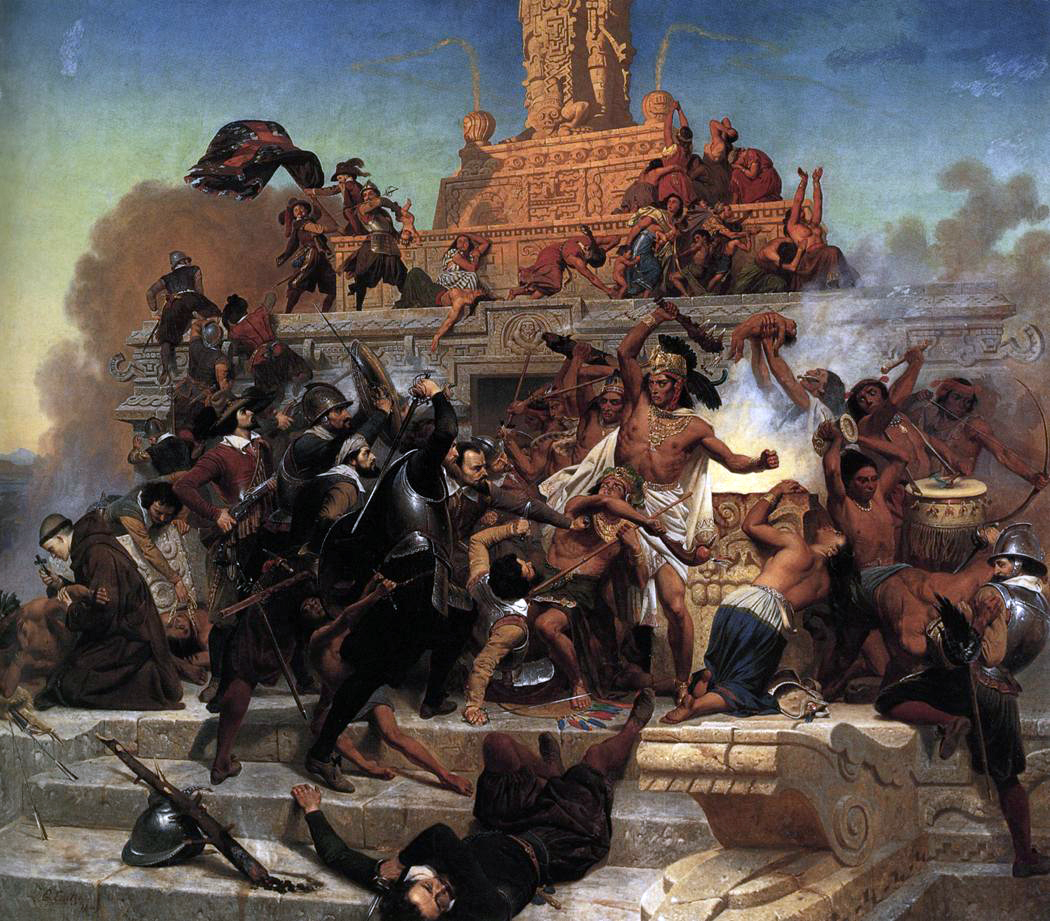
Prise d'assaut du Teocalli par Cortez et ses troupes (1848) par Emanuel Leutze.

Remplaçant Montezuma, lynché par son peuple après avoir été contraint par les Espagnols de le convaincre de cesser les hostilités, Cuitláhuac fut élu tlatoani de Mexico-Tenochtitlan, menant la résistance contre l'occupation espagnole, vainquant les envahisseurs et leurs alliés indigènes le 30 juin 1520 lors de l'épisode connu sous le nom de "La Noche Triste" (La Nuit Triste) - les Aztèques se sont soulevés contre l'intrusion espagnole et ont réussi à capturer ou à chasser les Européens et leurs alliés Tlaxcaltèques, compensée le 7 juillet par leur victoire à Otompan. Cortés se regroupe à Tlaxcala. Les Aztèques pensent que les Espagnols sont définitivement partis. Cortés entame le siège de Tenochtitlan en mai 1521. Pendant trois mois, la ville souffre du manque de nourriture et d'eau ainsi que de la propagation de la variole apportée par les Européens. Cortés et ses alliés débarquent leurs forces dans le sud de l'île et se frayent lentement un chemin à travers la ville. Une épidémie désastreuse de variole s'est également déclarée à cette époque, faisant des milliers de victimes, dont Cuitláhuac lui-même. Le remplaçant de Cuitláhuac fut Cuauhtémoc, qui fut assiégé par les Espagnols alliés aux indigènes de la vallée de Puebla-Tlaxcala.
Ayant reconstitué ses forces grâce à l'appui de ses alliés indigènes(Totonaques et Tlaxcaltèques), Cortés revient en mai 1521 mettre le siège devant la ville, qui tombe le 13 août 1521 : la capitale aztèque est en grande partie détruite et plusieurs dizaines de milliers de morts sont à déplorer. Cuauhtémoc se rendit après de multiples défaites des Aztèques et des Tlatelolcas par l'épidémie de variole et la famine, le 13 août 1521, lorsqu'il fut capturé à Tlatelolco.

### Époque coloniale

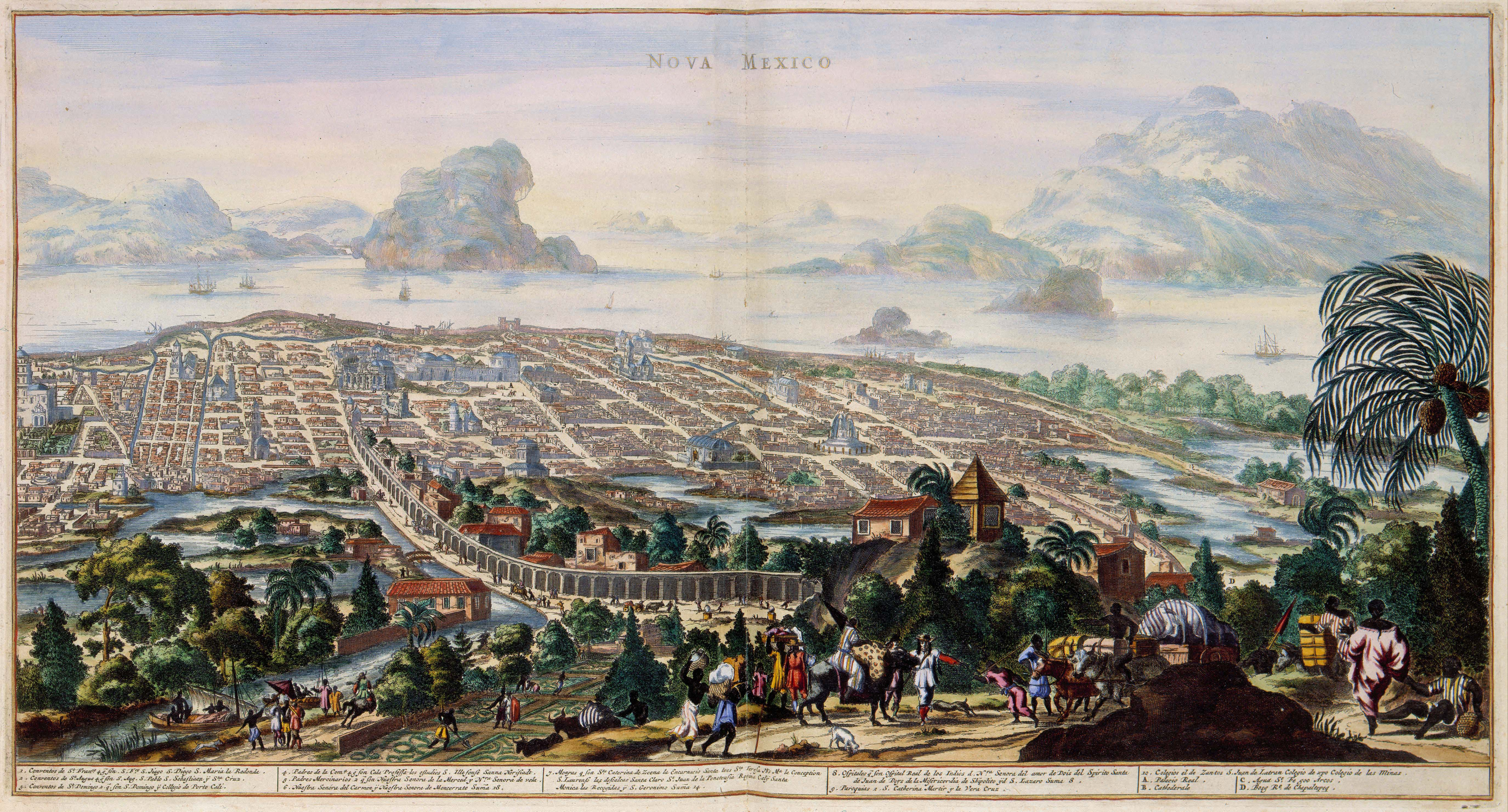
Mexico en 1690. Atlas Van der Hagen.

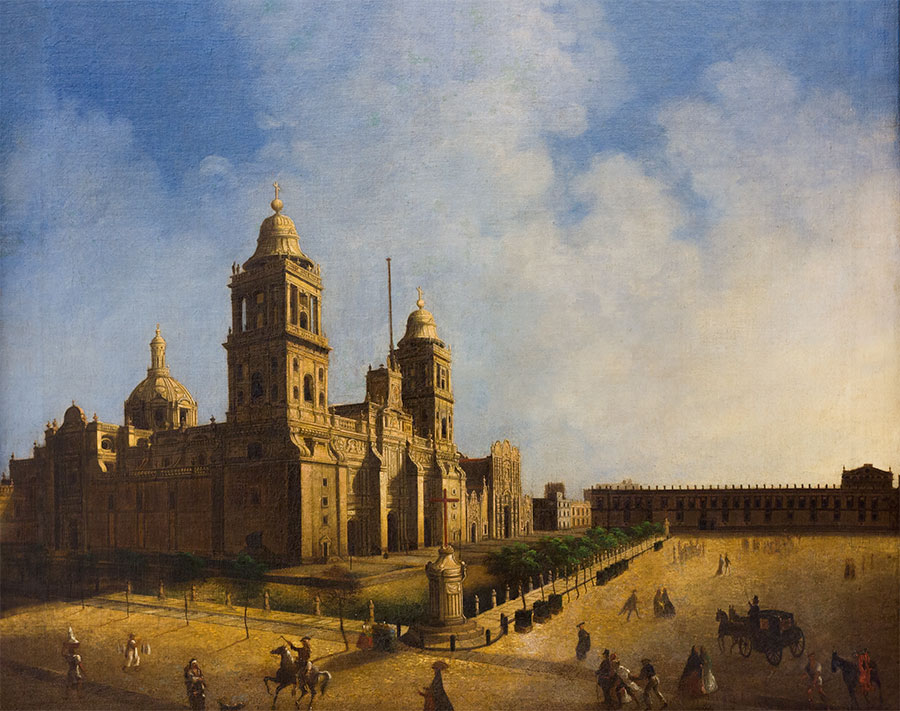
La cathédrale métropolitaine de Mexico (1571-1813), peinture de 1838. La cathédrale a été construite par les Espagnols sur les ruines du principal temple aztèque.

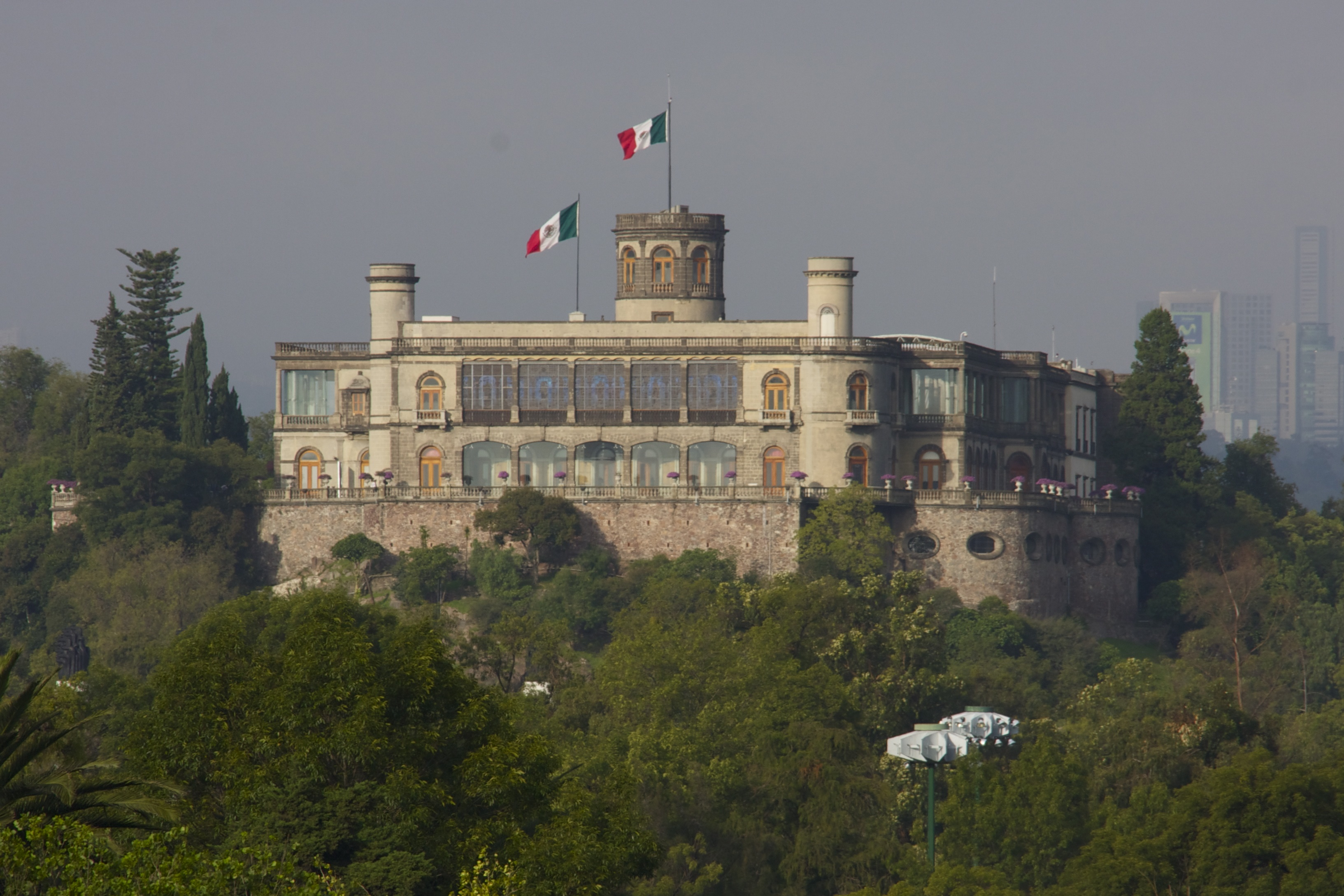
Château de Chapultepec construit entre 1783 et 1864. Construite à l'époque de la vice-royauté comme maison-château d'été pour le vice-roi, elle a également été la résidence officielle de l'empereur Maximilien Ier du Mexique (1864-1867) et des présidents du pays entre 1884 et 1935,.

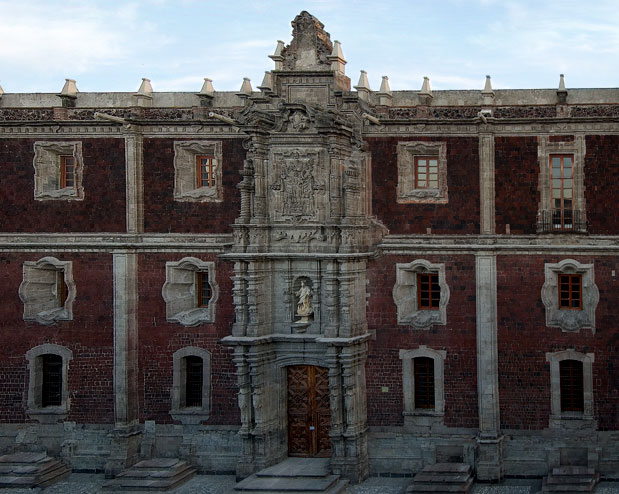
Collège San Ildefonso de Mexico construit entre 1583 et 1749,,,.

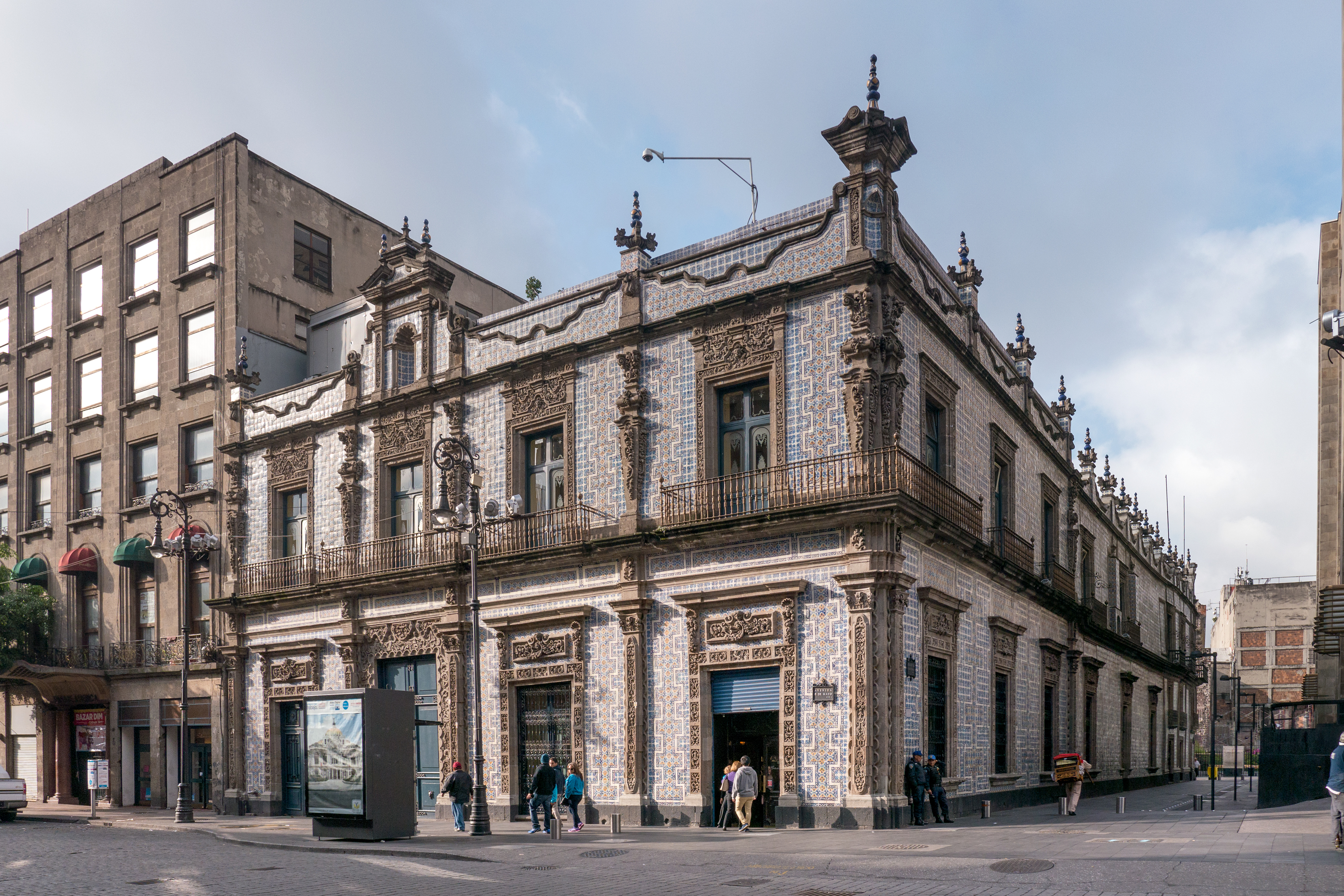
Casa de los Azulejos construit entre le XVIe siècle et 1737,,.

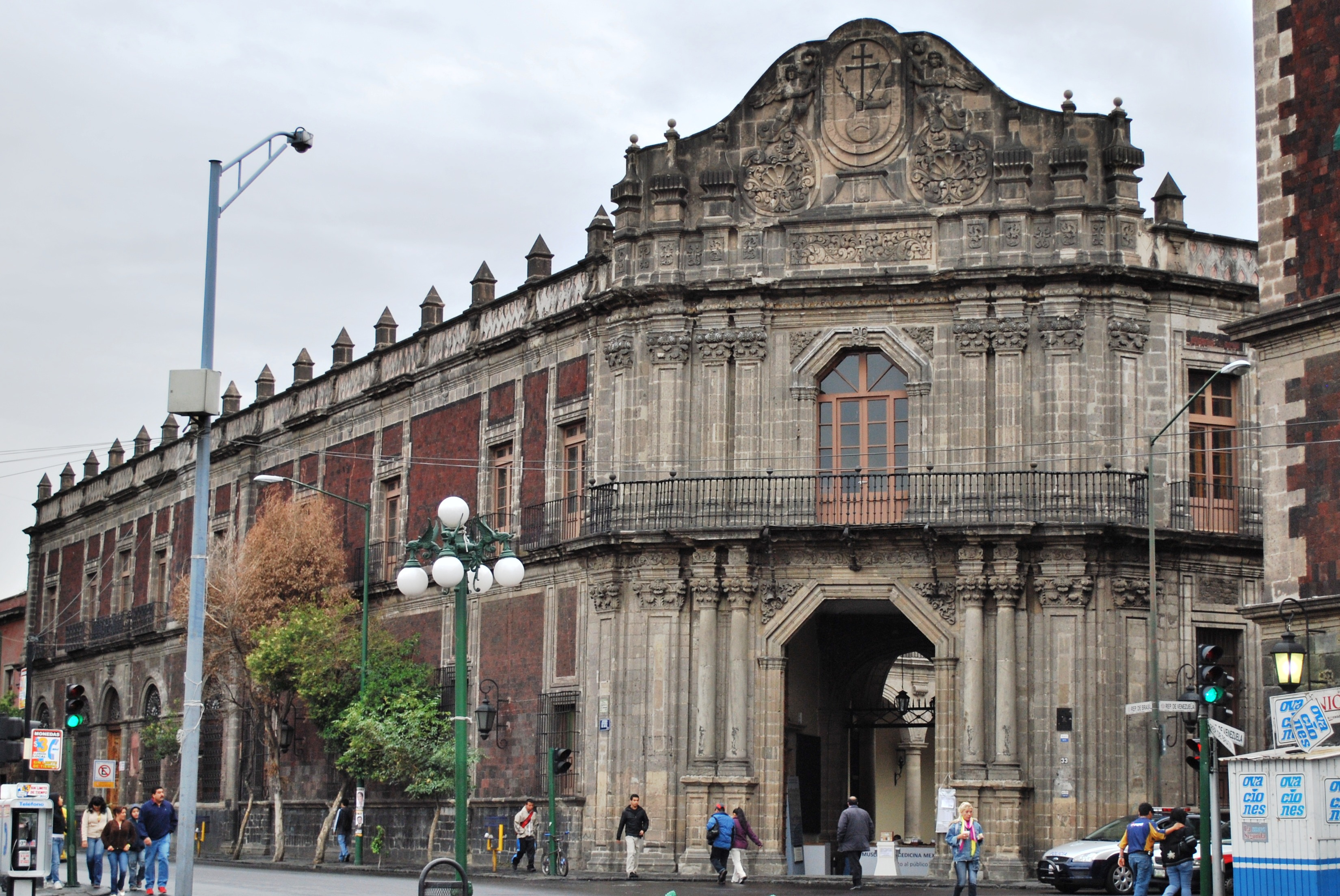
Palais de l'Inquisition de Mexico construit entre 1732 et 1736.

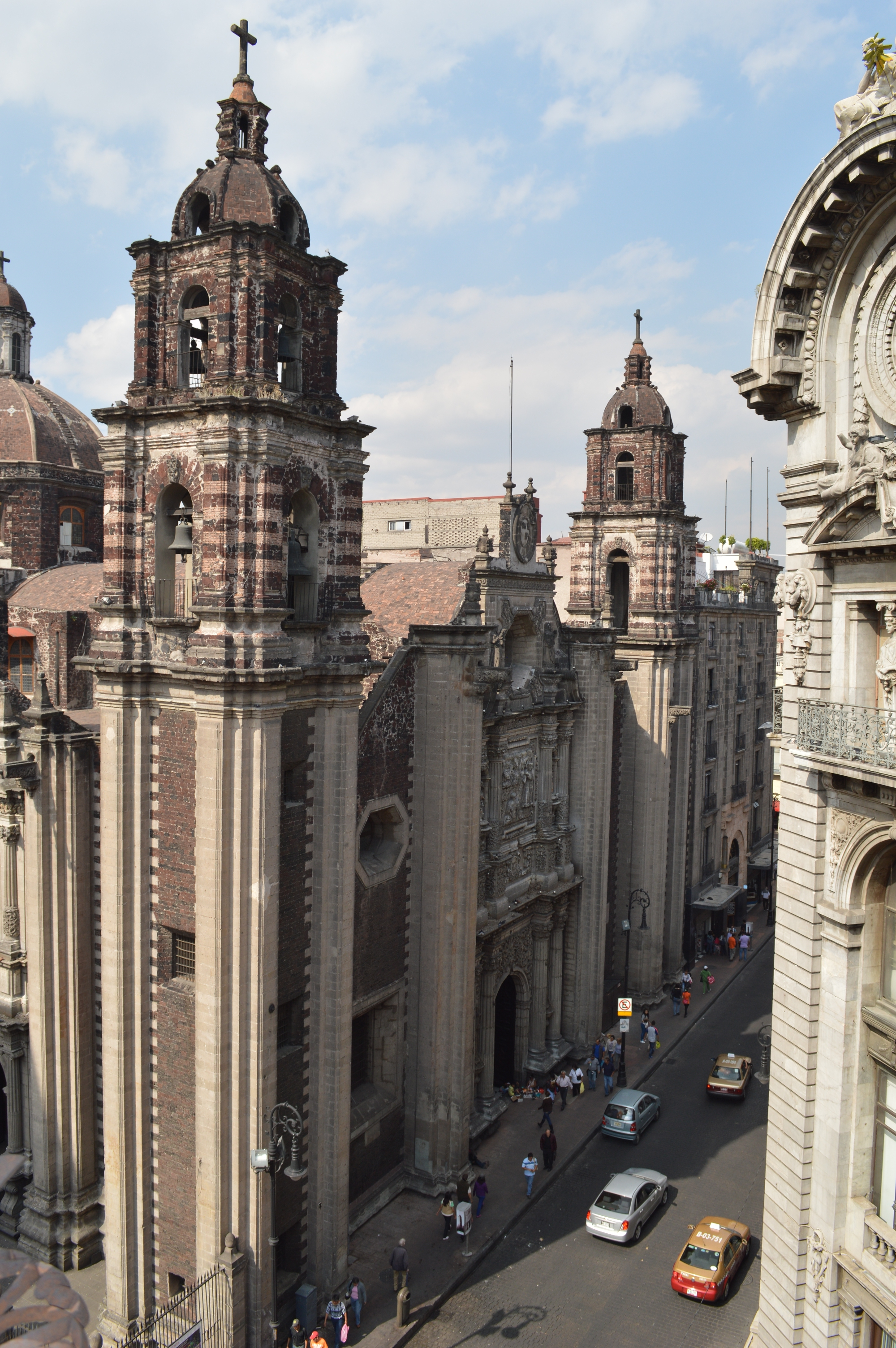
Église de La Profesa construit entre 1597 et 1720,.

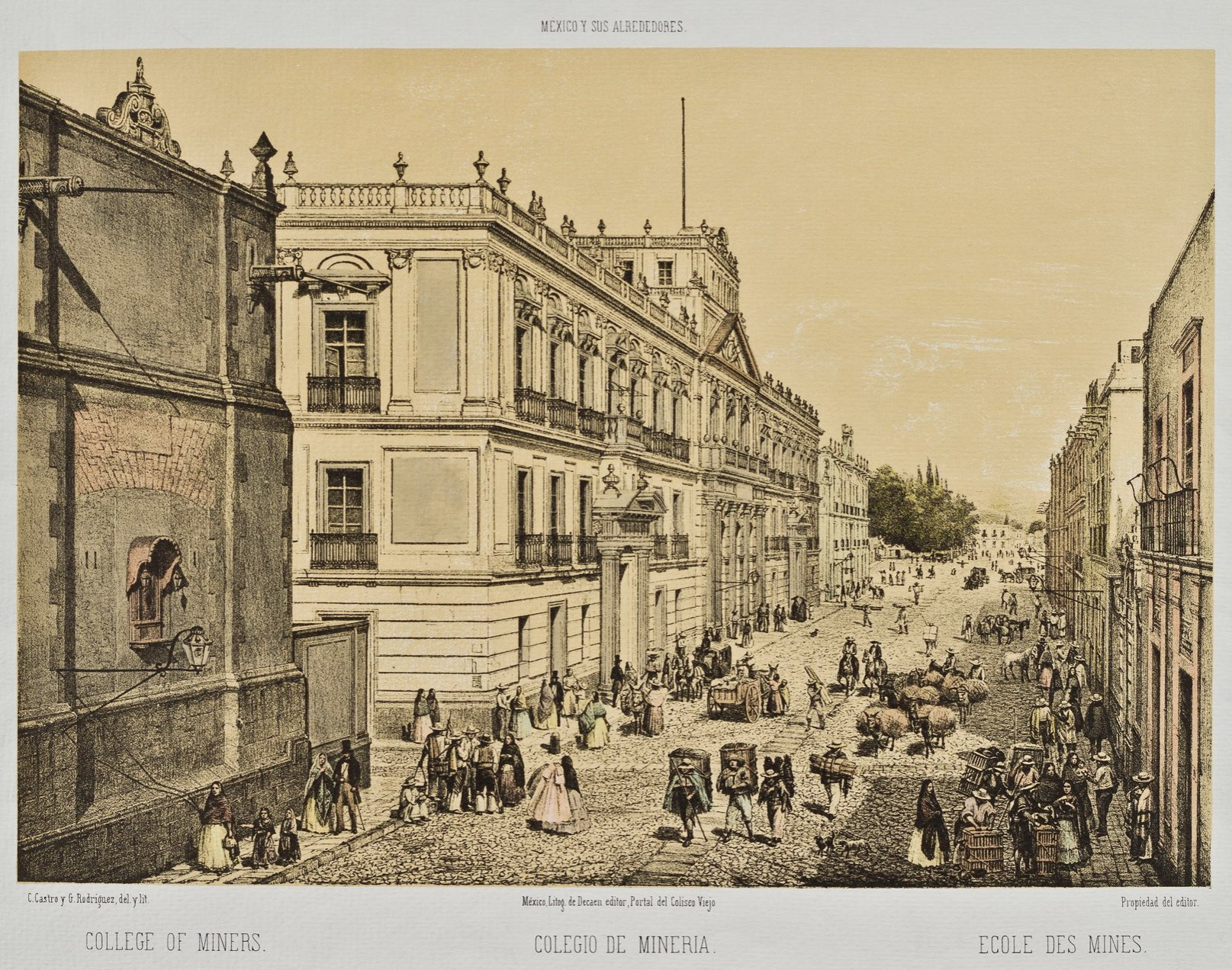
Palais des mines de Mexico. L'élévation de l'extraction de l'argent au rang de profession et l'anoblissement des mineurs d'argent sont le fruit des réformes des Bourbons du XVIIIe siècle.

La ville devint la capitale de la Nouvelle-Espagne et durant cette période la ville la plus peuplée du continent américain.[réf. nécessaire]
Tous les bâtiments aztèques furent détruits sauf les palais de l'empereur Moctezuma, dont Cortés fit sa résidence. En 1521, Cortés décida de faire de Tenochtitlan la capitale de la Nouvelle-Espagne et ordonna sa reconstruction, car elle avait été détruite pendant la guerre de conquête. Pendant la reconstruction, il établit le gouvernement espagnol dans la ville de Coyoacán, au sud du lac Texcoco,. De là, il gouverna provisoirement avec le titre de Capitaine général, qui fut ratifié par l'empereur Charles Quint. À partir de Coyoacán, les expéditions de conquête de ce qui avait été l'empire aztèque ont entrepris de soumettre les peuples indigènes des différentes régions de ce qui allait devenir le vice-royaume de Nouvelle-Espagne. En 1528, la première Audience du Mexique est créée, avec à sa tête Nuño de Guzmán, et en 1535, la vice-royauté de Nouvelle-Espagne est établie, avec son premier vice-roi, Antonio de Mendoza, qui poursuit l'expansion territoriale de la conquête espagnole.
Les villes autour du lac (comme Tacuba ou Xochimilco) ont souvent été données en encomiendas au XVIe siècle, mais ont peu à peu dépendu uniquement des fonctionnaires du roi. La ville de Mexico a été divisée en barrios (qui se sont installés sur les structures territoriales des calpultin mexicas. Ces barrios indiens étaient à l'origine situés à la périphérie, mais avec la croissance urbaine et les migrations pour le travail, les frontières sont devenues de moins en moins claires, et les Indiens ont fini par vivre au centre de la ville. Parallèlement, un processus d'assimilation culturelle un processus d'assimilation culturelle et d'éducation des indigènes a eu lieu dans les écoles situées dans les couvents et les paroisses. L'éducation des Indiens a fait l'objet d'une intense campagne, menée tout d'abord par les Franciscains qui, outre la doctrine, enseignaient l'art et l'artisanat. Les franciscains ont également créé le Collège de la Sainte-Croix de Tlatelolco pour les enfants de la noblesse indigène, où les élèves apprenaient, entre autres, le latin. À la fin du XVIe siècle, ce collège est tombé en désuétude.
Sous la vice-royauté, la ville de Mexico est remplie de constructions somptueuses, que ce soit pour le culte religieux, les bâtiments administratifs ou les résidences de l'élite,, entourées de quartiers pauvres. L'idée des deux républiques -indienne et espagnole- est dépassée par la réalité d'une population métisse, où les catégories d'espagnol ou d'indien ne dépendent pas uniquement de l'origine ethnique. On ne peut donc pas parler de l'existence d'une "ville d'Espagnols" riche par opposition à une "ville d'Indiens" pauvre.
La ville vice-royale a été victime de plusieurs inondations, les plus remarquables étaient en 1555, 1580, 1607, 1629, 1707, 1714, 1806. Il est impressionnant de constater que Tenochtitlan était inondée en moyenne tous les 64 ans, tandis que la capitale vice-royale était inondée tous les 14 ans. C'est pourquoi les Espagnols décidèrent d'assécher le bassin lacustre de la vallée de Mexico en construisant un canal de drainage et une tranche pour drainer et évacuer l'eau via la rivière Tula, en laissant de côté la méthode aztèque des chaussées, des digues et des vannes.
Le vice-roi du Mexique ou vice-roi vivait dans le palais vice-royal sur la place principale ou Place de la Constitution (Mexico). La cathédrale métropolitaine de Mexico, siège de l'archevêché de la Nouvelle-Espagne, a été construite de l'autre côté du Zócalo, tout comme le palais de l'archevêque et, en face, le bâtiment abritant le conseil municipal ou ayuntamiento de la ville. Une peinture du Zócalo réalisée à la fin du XVIIe siècle par Cristóbal de Villalpando représente la place principale, qui était l'ancien centre cérémoniel aztèque.
La reconstruction de la ville après le siège de Tenochtitlan a été réalisée grâce à l'abondante main-d'œuvre indigène des environs. Le frère franciscain Toribio de Benavente Motolinia, l'un des Douze Apôtres du Mexique arrivés en Nouvelle-Espagne en 1524, a décrit la reconstruction de la ville comme l'une des afflictions ou des fléaux de la première période:
Le septième fléau fut la construction de la grande ville de Mexico qui, dans les premières années, employa plus de monde que la construction de Jérusalem. La foule des ouvriers était si nombreuse que l'on pouvait à peine circuler dans les rues et les chaussées, pourtant très larges. Beaucoup moururent écrasés par des poutres, ou tombant d'un endroit élevé, ou en démolissant de vieux bâtiments pour en construire de nouveaux.
Avant la conquête, Tenochtitlan était construite au centre du système de lacs intérieurs, la ville étant accessible en canoë et par de larges chaussées menant au continent. Les chaussées ont été reconstruites sous la domination espagnole avec de la main d'œuvre indigène. Les villes coloniales espagnoles étaient construites selon un plan quadrillé, si aucun obstacle géographique ne s'y opposait. À Mexico, le Zócalo (place principale) était la place centrale à partir de laquelle la grille était ensuite construite vers l'extérieur. Les Espagnols vivaient dans la zone la plus proche de la place principale, dans ce que l'on appelait la traza, dans des rues ordonnées et bien aménagées. Les résidences indigènes se trouvaient en dehors de cette zone exclusive et les maisons étaient situées au hasard. Les Espagnols cherchaient à séparer les indigènes, mais comme le Zócalo était un centre de commerce pour les Amérindiens, ils étaient constamment présents dans la zone centrale, de sorte qu'une ségrégation stricte n'a jamais été appliquée. À intervalles réguliers, le Zócalo était le lieu des grandes célébrations ainsi que des exécutions. Il fut également le théâtre de deux émeutes majeures au XVIIe siècle, l'une en 1624, l'autre en 1692.
La ville s'est développée au fur et à mesure que la population augmentait et s'est heurtée aux eaux du lac. La profondeur des eaux du lac fluctuant, la ville de Mexico était sujette à des inondations périodiques. Pendant la période coloniale, des milliers d'indigènes ont été contraints de travailler sur les infrastructures pour prévenir les inondations, dans le cadre d'un projet de travail majeur, le desagüe. Les inondations n'étaient pas seulement un inconvénient, mais aussi un danger pour la santé, car pendant les périodes d'inondation, les déchets humains polluaient les rues de la ville. L'assèchement de la zone a permis de réduire la population de mosquitos ainsi que la fréquence des maladies qu'ils propagent. Cependant, l'assèchement des marécages modifie également l'habitat des poissons et des oiseaux et les zones accessibles aux cultures indigènes à proximité de la capitale. Le XVIe siècle voit la prolifération des églises, dont beaucoup sont encore visibles aujourd'hui dans le centre historique. Sur le plan économique, la ville de Mexico prospère grâce au commerce. Contrairement au Brésil ou au Pérou, le Mexique a des contacts faciles avec les mondes atlantique et pacifique. Bien que la couronne espagnole ait tenté de réglementer complètement le commerce dans la ville, elle n'y est parvenue que partiellement.
Le concept de noblesse s'est développé en Nouvelle-Espagne d'une manière inédite dans les autres régions des Amériques. Les Espagnols ont rencontré une société dans laquelle le concept de noblesse reflétait le leur. Les Espagnols ont respecté l'ordre nobiliaire indigène et l'ont complété. Au cours des siècles suivants, la possession d'un titre de noblesse au Mexique ne signifiait pas que l'on exerçait un grand pouvoir politique, car ce pouvoir était limité même si l'accumulation de richesses ne l'était pas. Le concept de noblesse au Mexique n'était pas politique, mais plutôt un concept social espagnol très conservateur, basé sur la preuve de la valeur de la famille. La plupart de ces familles prouvaient leur valeur en faisant fortune en Nouvelle-Espagne en dehors de la ville elle-même, puis en dépensant les revenus dans la capitale, en construisant des églises, en soutenant des œuvres de charité et en construisant des palais extravagants. L'engouement pour la construction de la résidence la plus opulente possible a atteint son apogée dans la dernière moitié du XVIIIe siècle. Nombre de ces palais sont encore visibles aujourd'hui, ce qui a valu à Mexico le surnom de "ville des palais" donné par Alexander Von Humboldt,,.

### Indépendance

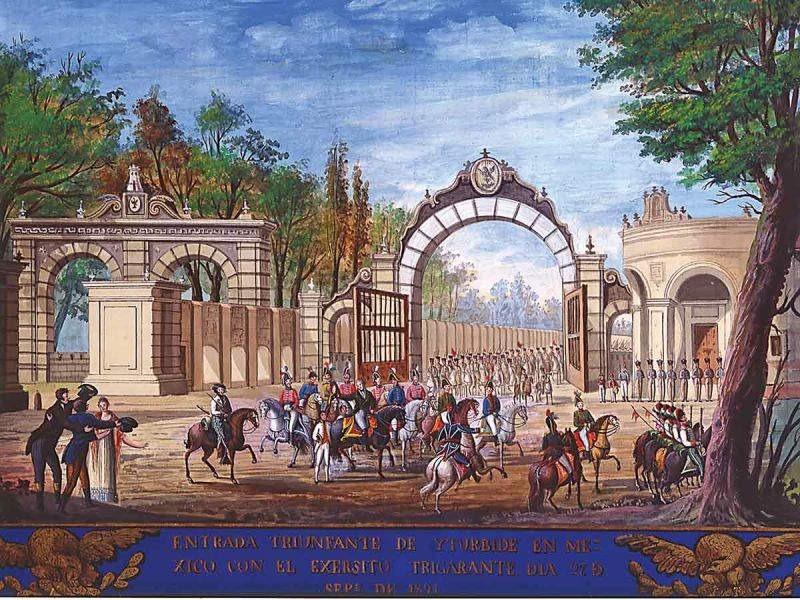
Entrée de l'armée des Trois Garanties dans la ville de Mexico le 27 septembre 1821, anonyme du XIXe siècle. Musée national d'histoire.

Après l'occupation  de la Péninsule par les Français, les autorités se prononcent en faveur de la création d'une Junte souveraine chargée de gouverner la Nouvelle-Espagne au nom de Ferdinand VII pendant la durée de l'occupation, ses membres les plus radicaux, comme Francisco Primo de Verdad y Ramos (es) et Melchor de Talamantes, estimaient que l'indépendance devait être définitive.
Cependant, un mouvement réactionnaire favorable a Joseph Bonaparte emprisonne les membres de la Junte en 1808 et provoque la destitution du vice-roi,.
L'objectif des insurgés menées par Miguel Hidalgo favorables a Ferdinand VII était la prise de la capitale.
Hidalgo et son armée sont arrivés jusqu'à San Pedro Cuajimalpa (es).
Après la bataille de Monte de las Cruces a l'issue incertaine les deux camps s'en disant victorieux, les insurgés décidèrent de retourner dans le Bajío sans prendre la capitale.
Dès lors, la vallée de Mexico n'est plus un objectif militaire pour les opposants aux espagnols et devient le bastion de l'armée royaliste. En 1820 la ville de Mexico est le théâtre de nouveaux mouvements contre le gouvernement vice-royal. Cette fois, les conspirateurs sont les mêmes que ceux qui ont réussi à destituer Iturrigaray, dont les privilèges sont menacés après l'adoption de la Constitution de Cadix. Parmi eux, Agustín de Iturbide conclut un pacte (Plan d'Iguala) avec Vicente Guerrero (chef de la révolution dans le sud du Mexique) et oblige Juan O'Donojú à signer les traités de Córdoba qui déclarent l'indépendance du Mexique. L'armée des Trois Garanties entre en triomphe dans la ville de Mexico le 27 septembre 1821, après quoi Agustín de Iturbide est proclamé empereur du Premier Empire mexicain par le congrès et couronné dans la cathédrale de Mexico,.

### XIXesiècleet débuts duXXe

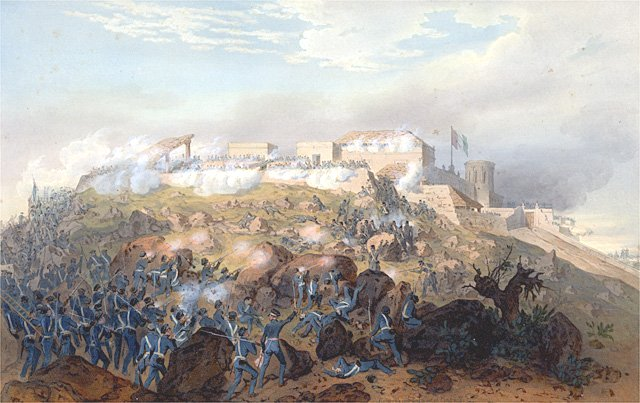
La bataille de Chapultepec en la ville de Mexico pendant la guerre américano-mexicaine, 1851, Carl Nebel,.

Après l'indépendance, Mexico est la capitale de l'État du même nom. Le 18 novembre 1824, le Congrès décida de créer un district fédéral, entité qui abriterait les pouvoirs fédéraux. Le territoire du district fédéral était composé de la ville de Mexico et de six autres municipalités: Tacuba, Tacubaya (es) , Azcapotzalco et Mixcoac, le 20 février 1837.
Cette période a été marquée par des luttes internes, deux invasions étrangères (française et américaine) et une guerre civile qui s'est terminée par le triomphe des libéraux et du gouvernement de Benito Juárez.
C'est sous son régime que furent mises en œuvre les lois de Réforme œuvre des libéraux et de Benito Juárez, qui imposaient dès 1857 un examen des fondements historiques et philosophiques de la société mexicaine. Elles font que nul ne peut se prévaloir de ses origines ethniques en faisant de tous les mexicains des citoyens égaux et le catholicisme européen en promouvant la dissolution des associations religieuses et des biens communaux indigènes dont les titres de propriété datant de la période coloniale ne sont plus reconnus, ; elles proclament la séparation de l'Église et de l'État, la désaffectation des biens ecclésiastiques et la liberté de l'éducation (en dissolvant les ordres religieux qui la monopolisaient),.
Au cours du XIXe siècle, le District fédéral est au centre de toutes les disputes politiques du pays. Il fut la capitale impériale à deux reprises (1821-1823 et 1864-1867), et de deux États fédéralistes et de deux États centralistes qui se succédèrent après d'innombrables coups d'État en l'espace d'un demi-siècle, avant le triomphe des libéraux après la guerre de Réforme. Elle fut également la cible d'une des deux invasions françaises du Mexique (1861-1867), et occupée pendant un an par les troupes américaines dans le cadre de la guerre d'intervention des États-Unis (1847-1848).
Vers la fin du XIXe siècle, dans le cadre du Porfiriat, le gouvernement mexicain a décidé de réaliser de nombreux travaux d'aménagement urbain qui, bien que centrés sur la ville de Mexico, allaient finir par profiter à l'ensemble du territoire du district fédéral. Parmi eux, la construction du Grand canal de drainage, commencée vers 1878 et achevée en 1900,. Cet ouvrage a presque fait disparaître les lacs qui couvraient une grande partie du territoire de la capitale,. Des bateaux à vapeur ont été introduits pour le transport sur les canaux de la vallée, et des tramways pour le transport terrestre.

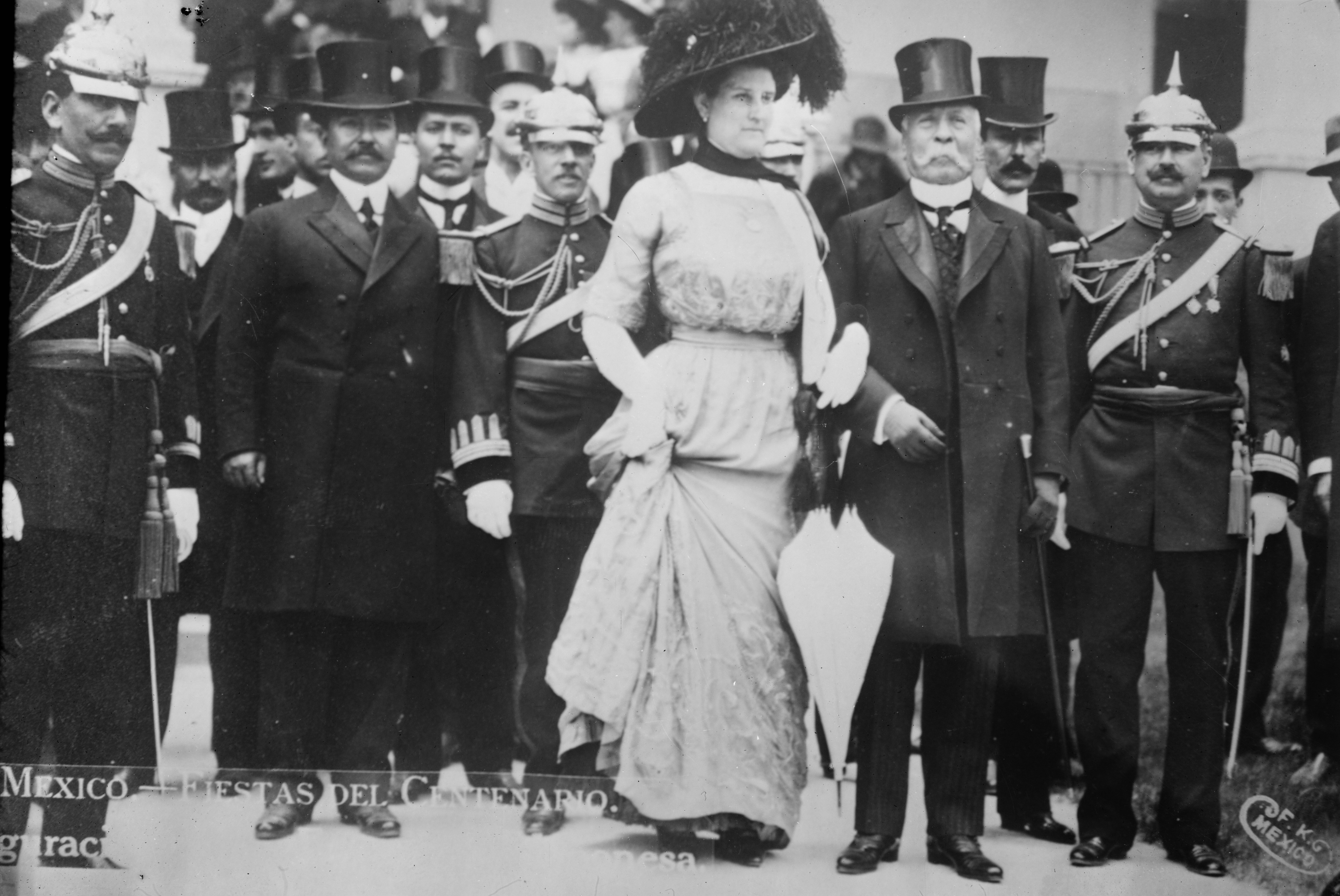
Le président mexicain Porfirio Díaz (deuxième à partir de la droite).

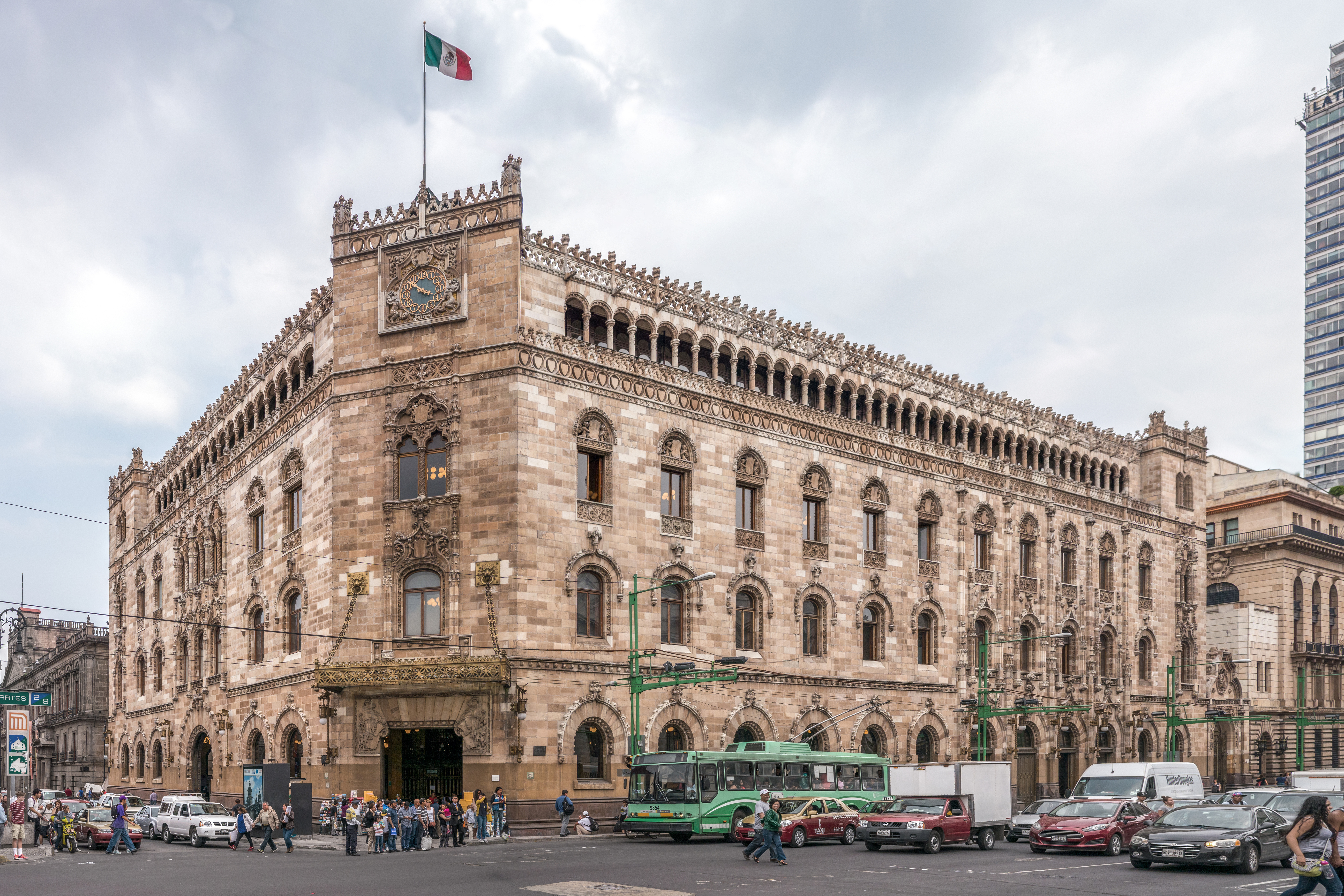
Le Palais des Postes construit entre 1902-1907,, aujourd'hui utilisé comme bureau de poste principal du centre de Mexico.

Des événements tels que la guerre américano-mexicaine, l'intervention française et la guerre de réforme ont laissé la ville relativement intacte et elle a continué à se développer, en particulier durant le gouvernement  de Porfirio Díaz. À cette époque, la ville s'est dotée d'infrastructures modernes, telles que des routes, des écoles, des systèmes de transport et des systèmes de communication, L'objectif de Díaz était de créer une ville capable de rivaliser avec les grandes villes européennes.[réf. nécessaire]
Dès l'arrivée au pouvoir de Porfirio Díaz la ville a fait l'objet d'une vaste modernisation et de nombreuses zones rurales périphériques ont été transformées en quartiers urbains ou industrialisés, la plupart d'entre eux étant dotés de l'électricité, du gaz et des égouts en 1908. Si l'accent a d'abord été mis sur le développement d'hôpitaux, d'écoles, d'usines et de travaux publics massifs, les effets les plus visibles actuellement de la modernisation porfirienne sont le quartier de la Colonia Roma et le développement du Paseo de la Reforma.
Le Monument à la révolution mexicaine devait être le dôme principal de la nouvelle salle du sénat de Díaz, mais lorsque la révolution commencé, seuls le dôme de la salle du sénat et ses piliers de soutien ont été achevés, ce qui a été considéré par de nombreux Mexicains comme un symbole de la fin définitive de l'ère porfirienne et a donc été transformé en monument de la victoire sur Diaz.
En 1913 Durant la  "Décade tragique, un coup d'État mené par Victoriano Huerta et une partie de l'armée mexicaine renverse Francisco Madero.

### Époque contemporaine
Le 26 juillet 1968, juste avant les Jeux olympiques d'été de 1968 qui ont eu lieu à Mexico, des manifestations étudiantes très violentes sont réprimées par la police (dix morts). Le 2 octobre 1968, en début de soirée, l'armée mexicaine (ou la police ?) ouvre le feu sur des manifestants rassemblés sur la place des Trois Cultures de Tlatelolco.
Le massacre de Tlatelolco aurait fait au moins 300 morts mais leur nombre exact reste inconnu[réf. nécessaire].
L'agglomération fut frappée par un violent séisme le 19 septembre 1985. Le tremblement de terre de 8,1 sur l'échelle ouverte de Richter provoqua la mort de 10 000 à 50 000 personnes. Entre 50 000 et 90 000 habitants se retrouvèrent sans abri.
Pendant les années 1990, Mexico a connu une importante croissance dont le symbole le plus visible est la construction de la Torre Mayor (230 mètres avec l'antenne). Elle a accueilli plusieurs événements sportifs internationaux dans la seconde moitié du XXe siècle : les Jeux olympiques d'été de 1968 et deux Coupes du monde de football en 1970 et en 1986.
En 2002, Rudy Giuliani, ancien maire de New York connu pour la politique de tolérance zéro qu'il y avait instaurée et pour y avoir réduit la criminalité, fut engagé par Andrés Manuel López Obrador, chef de gouvernement du District Fédéral, pour essayer de réduire la criminalité de la ville. Cependant, aucun résultat concret n'a été constaté à Mexico, les deux villes ne possédant pas les mêmes caractéristiques et les moyens mis à disposition étant inférieurs (le salaire des fonctionnaires était en particulier plus faible).[réf. nécessaire]
Lundi 6 septembre 2021, les autorités mexicaines ont confirmé leur souhait de retirer la statue de Christophe Colomb, faisant alors référence au colonialisme dont a souffert le pays par le passé. À la place, une représentation de femme indigène siègera. Comme l'explique la maire de la ville, Claudia Sheinbaum : "les femmes indigènes ont peut-être eu le plus grand poids dans l'histoire du Mexique". La Malinche qui contribua en tant qu'interprète et maîtresse de Hernán Cortés en est l'un des exemples les plus connus.

## Politique et administration

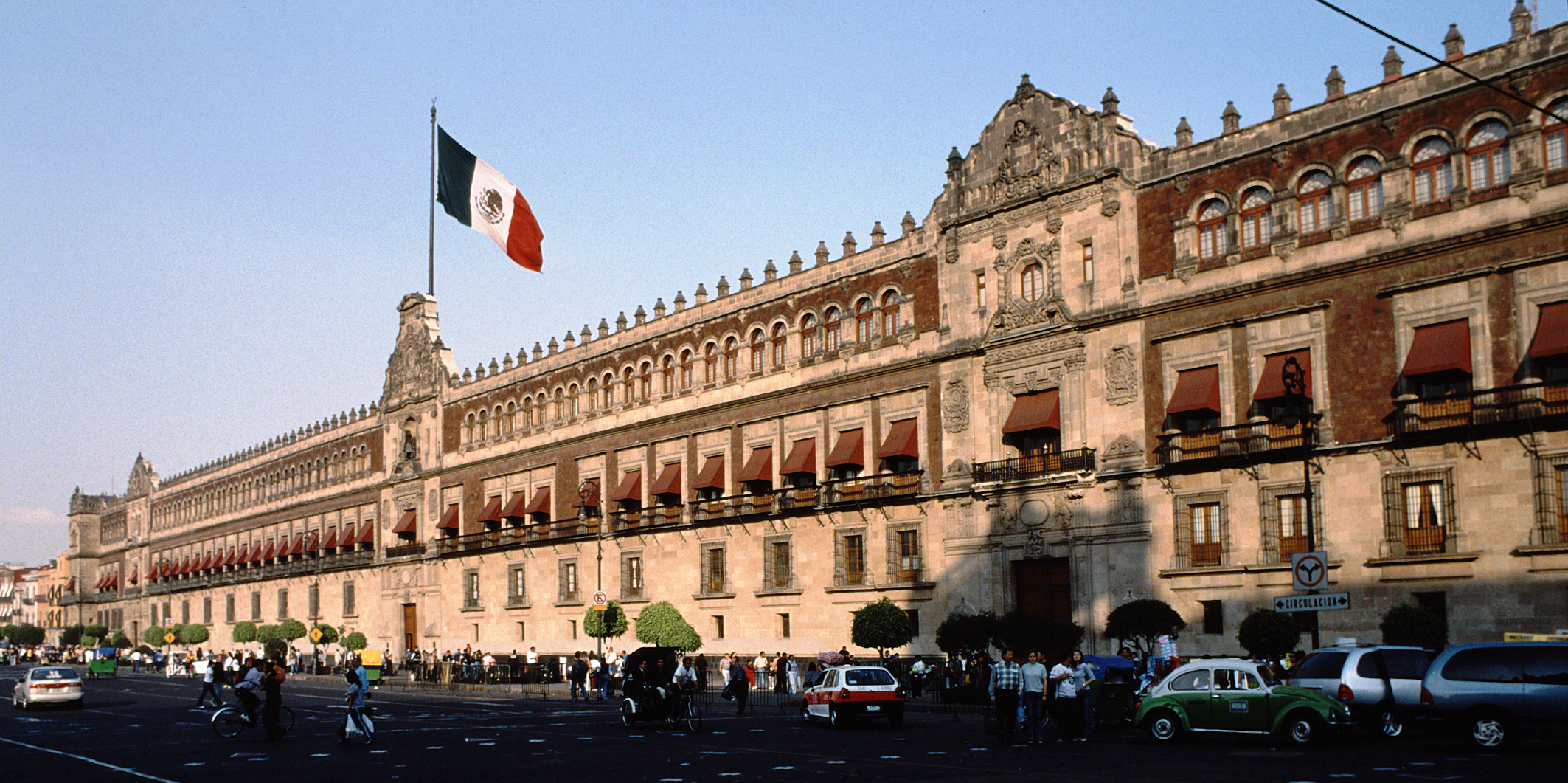
Le Palais national, résidence officielle du président du Mexique, a été construit entre 1522 et 1799.

L'Acte constitutif de la fédération du 31 janvier 1824 et la Constitution fédérale du 4 octobre 1824 fixent l'organisation politique et administrative des États-Unis du Mexique après la guerre d'indépendance. En outre, la section XXVIII de l'article 50 donne au nouveau Congrès le droit de choisir l'emplacement du gouvernement fédéral. Ce lieu serait alors constitué comme terre fédérale, le gouvernement fédéral agissant en tant qu'autorité locale. Les deux principaux sites retenus pour devenir capitale étaient Mexico et Querétaro.
En grande partie grâce à la persuasion du représentant Servando Teresa de Mier, la ville de Mexico a été choisie parce qu'elle était le centre de la population et de l'histoire du pays, même si Querétaro était géographiquement plus proche du centre. Le choix a été officialisé le 18 novembre 1824, et le Congrès a délimité une superficie de deux lieues carrées (8 800 acres) centrée sur le Zócalo. Cette zone a ensuite été séparée de l'État de Mexico, ce qui a contraint le gouvernement de cet État à déménager du palais de l'Inquisition de Mexico (aujourd'hui Musée de la médecine mexicaine) à Texcoco. Cette zone ne comprenait pas les centres de population des villes de Coyoacán, Xochimilco, Mexicaltzingo et Tlalpan, qui ont toutes continué à faire partie de l'État de Mexico.

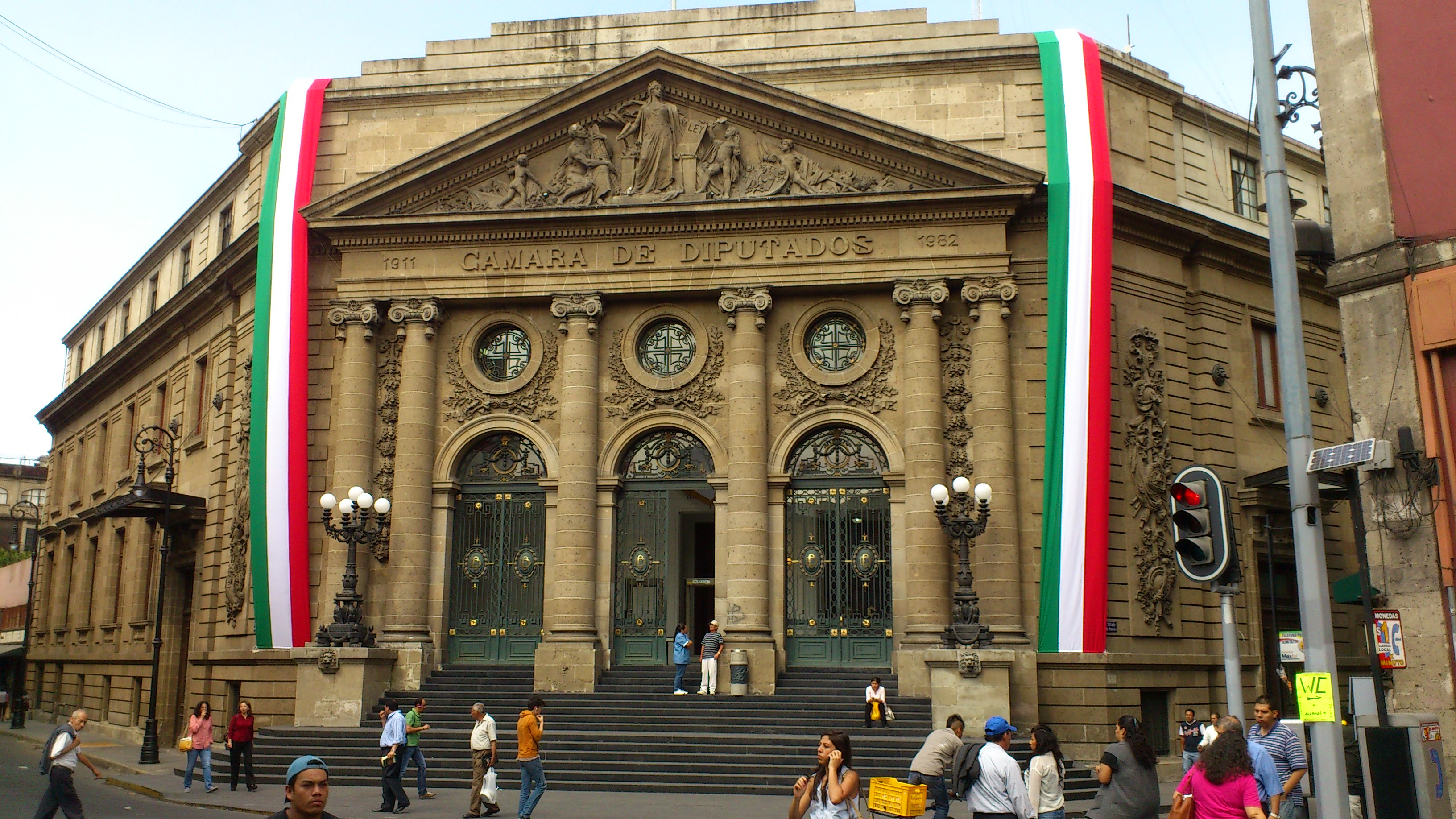
Bâtiment du Congrès de la Ville de Mexico.

En 1854, le président Antonio López de Santa Anna multiplie presque par huit la superficie de la ville de Mexico, qui passe de 220 à 1 700 km2, en annexant les zones rurales et montagneuses afin de sécuriser les cols stratégiques au sud et au sud-ouest et de protéger la ville en cas d'invasion étrangère (la guerre américano-mexicaine venait d'avoir lieu). (Les dernières modifications des limites de la ville de Mexico sont effectuées entre 1898 et 1902, réduisant la zone à la superficie actuelle de 1 479 km2 en ajustant la frontière sud avec l'État de Morelos. À cette époque, le nombre total de municipalités au sein de la ville de Mexico est de vingt-deux. En 1941, l'arrondissement de General Anaya est fusionné avec le département central, qui est alors rebaptisé « Mexico » (faisant ainsi revivre le nom, mais pas la municipalité autonome). De 1941 à 1970, le district fédéral comprend douze « délégations » et la ville de Mexico. En 1970, la ville de Mexico est divisée en quatre délégations : Cuauhtémoc, Miguel Hidalgo, Venustiano Carranza et Benito Juárez, portant le nombre de celles-ci à 16. Depuis lors, l'ensemble du district fédéral, dont les délégations forment presque une seule zone urbaine, est considéré de facto comme un synonyme de la ville de Mexico.
Les politiques menées par les administrations des chefs de gouvernement de Mexico à la fin du XXe siècle sont généralement plus libérales que celles du reste du pays,, que ce soit avec le soutien du gouvernement fédéral, comme c'est le cas avec l'approbation de plusieurs lois environnementales globales dans les années 1980, ou par des lois approuvées depuis par l'Assemblée législative. Celle-ci élargit les dispositions relatives à l'avortement, devenant la première entité fédérale à l'étendre au Mexique au-delà des cas de viol et des raisons économiques, pour l'autoriser au choix de la mère avant la 12e semaine de grossesse. En décembre 2009, le district fédéral devient la première ville d'Amérique latine à légaliser le mariage entre personnes du même sexe.

### Gouvernement local
La réforme du régime politique de Mexico fait l'objet d'un décret promulgué le 29 janvier 2016. Une assemblée constituante de cent membres (dont 60 élus au suffrage universel direct) se réunit le 15 septembre 2016 et adopte le 31 janvier 2017 la Constitution politique de la ville de Mexico, qui entre en vigueur le 17 septembre 2018.
Le pouvoir législatif est exercé par le Congrès de la Ville de Mexico qui a remplacé l'Assemblée législative en septembre 2018.
Le gouvernement local est dirigé depuis le 16 juin 2023 par Martí Batres, du Mouvement de régénération nationale (MORENA), qui a succédé à Claudia Sheinbaum, démissionnaire.

### Divisions territoriales et administratives
Le territoire est divisé en seize arrondissements, anciennement appelés en espagnol « delegaciones » et renommés « alcaldías » (pour l'organe du gouvernement) ou « demarcaciones » (pour l'espace territorial) en 2016 selon les articles 52 et 53 de la Constitution politique de Mexico. Ces arrondissements sont eux-mêmes divisés en quartiers (« colonias » en espagnol mexicain) au nombre de 400.

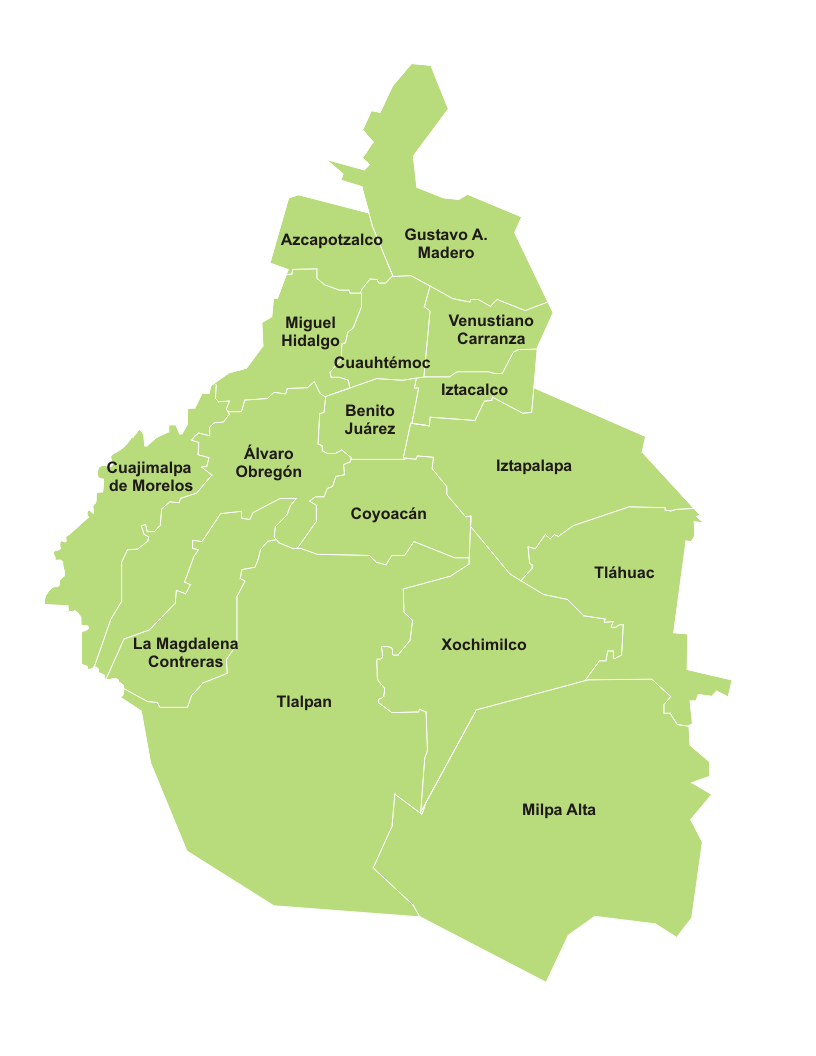
Carte des alcadías de Mexico.

| Arrondissement      | Population (2015) | Superficie (km2) |
| ------------------- | ----------------- | ---------------- |
| Álvaro Obregón      | 706 567           | 96,17            |
| Azcapotzalco        | 400 191           | 33,66            |
| Benito Juárez       | 355 017           | 26,63            |
| Coyoacán            | 628 063           | 54,4             |
| Cuajimalpa          | 173 625           | 74,58            |
| Cuauhtémoc          | 521 348           | 32,4             |
| Gustavo A. Madero   | 1 193 161         | 94,07            |
| Iztacalco           | 395 025           | 23,3             |
| Iztapalapa          | 1 820 888         | 117              |
| Magdalena Contreras | 228 927           | 74,58            |
| Miguel Hidalgo      | 353 534           | 46,99            |
| Milpa Alta          | 115 895           | 228,41           |
| Tláhuac             | 344 106           | 85,34            |
| Tlalpan             | 607 545           | 340,43           |
| Venustiano Carranza | 447 459           | 33,4             |
| Xochimilco          | 404 458           | 118              |
| Mexico              | 8 695 799         | 1 485            |

## Économie

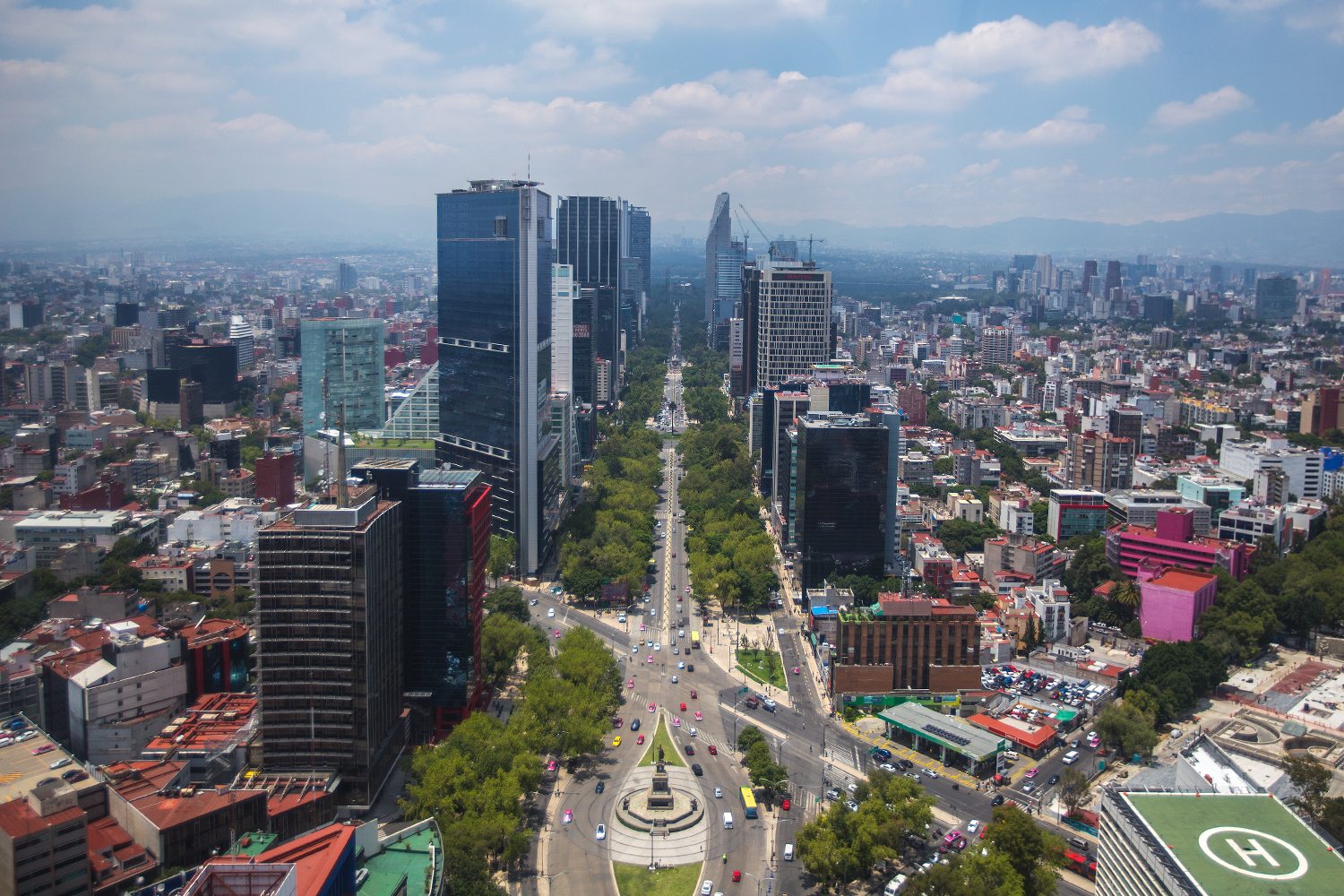
Le Paseo de la Reforma

La ville de Mexico est l'un des centres économiques les plus importants d'Amérique latine. En 2019, la ville proprement dite a produit 17,7 % du produit intérieur brut du pays. En 2021, la ville de Mexico avait un indice de développement humain de 0,815. En 2020, Mexico a réalisé 132 milliards de dollars de ventes internationales, 183 milliards de dollars d'achats internationaux, 2,54 milliards d'euros d'exportations, 4,53 % du taux de chômage, 45,8 % du taux d'informalité de l'emploi et 10,9 milliards d'euros d'investissements directs étrangers. En 2007, les résidents des douze premiers pour cent des détenteurs du PIB par habitant de la ville disposaient d'un revenu disponible moyen de 98 517 USD. Le pouvoir d'achat élevé des habitants de Mexico rend la ville attrayante pour les entreprises proposant des produits de prestige et de luxe. En 2021, la ville de Mexico se classait à elle seule au vingt-sixième rang des plus grandes économies du monde, et la deuxième en Amérique latine, après Sao Paulo, avec un PIB de 194,495 millions de dollars en 2019.

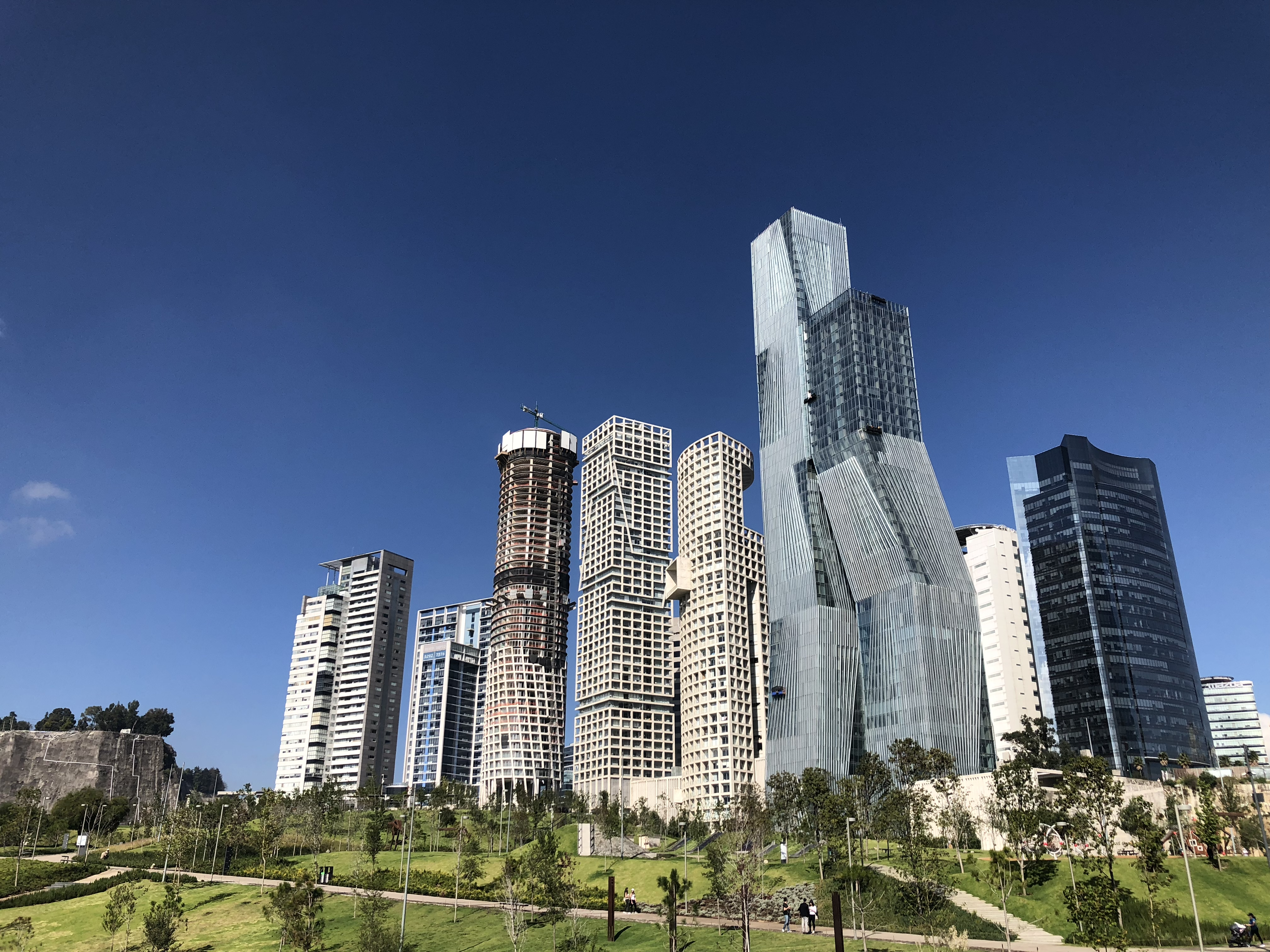
Santa Fe est l'un des centres d'activité économique les plus importants de la ville.

En 2007, la ville de Mexico est le principal contributeur au PIB industriel du pays (15,8 %) et également le principal contributeur au PIB du pays dans le secteur des services (25,3 %). En raison de l'espace non urbanisé limité au sud - dont la majeure partie est protégée par des lois environnementales - la contribution de la ville de Mexico à l'agriculture est la plus faible de toutes les entités fédérales du pays.
Les réformes économiques du président Carlos Salinas de Gortari ont eu un effet considérable sur la ville, car un certain nombre d'entreprises, notamment des banques et des compagnies aériennes, ont été privatisées. Il a également signé l'Accord de libre-échange nord-américain (ALENA). Cet accord a entraîné une décentralisation et un changement de la base économique de Mexico, qui est passée de l'industrie manufacturière aux services, la plupart des usines ayant déménagé dans l'État de Mexico ou, plus communément, à la frontière nord. En revanche, les immeubles de bureaux des entreprises se sont installés dans la ville.

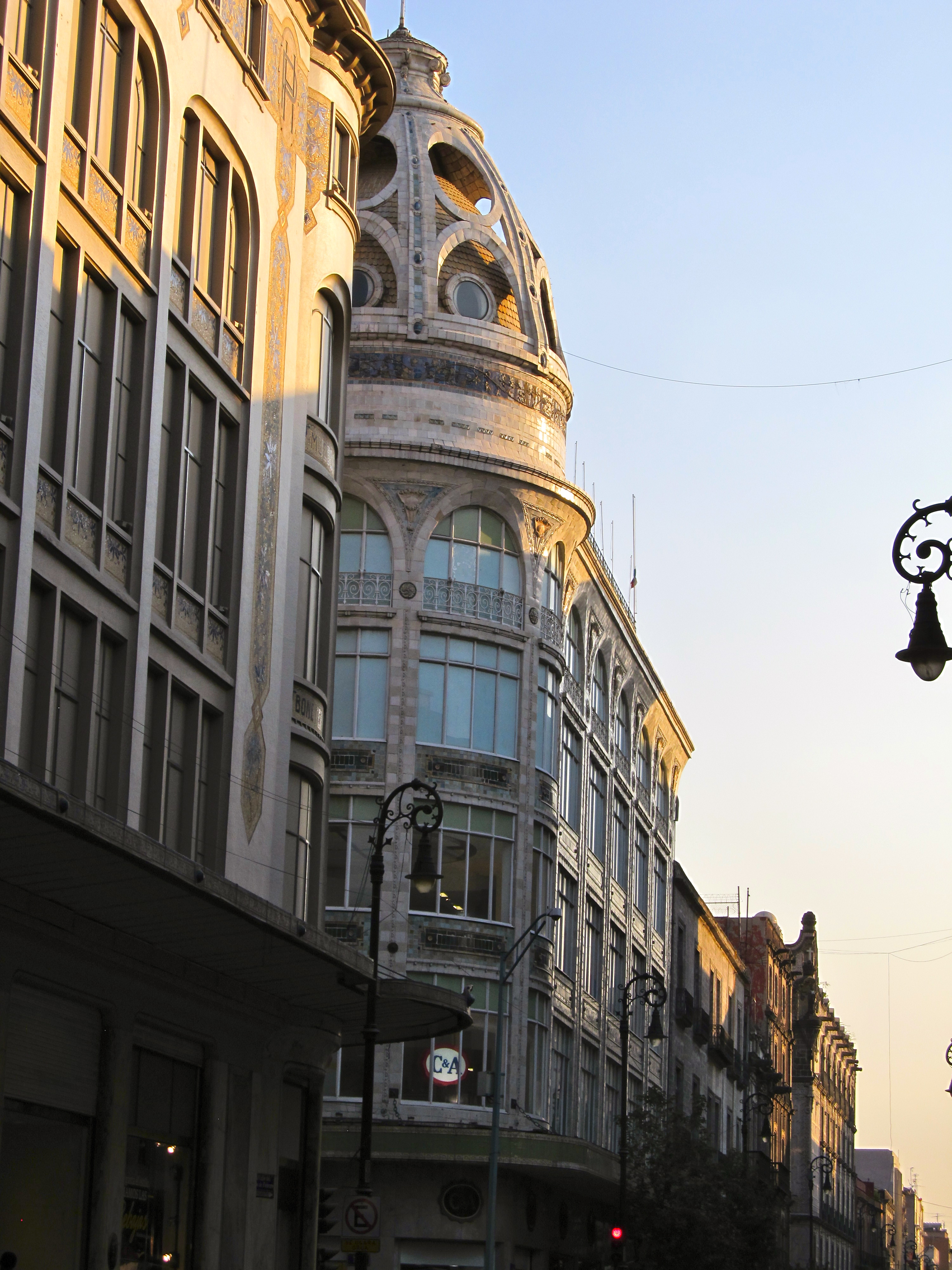
Le grand magasin Palacio de Hierro du centre historique

La ville de Mexico offre un marché de détail immense et varié, allant des produits alimentaires de base aux produits de luxe haut de gamme. Les consommateurs peuvent acheter dans des marchés intérieurs fixes, dans des marchés mobiles (tianguis), auprès de vendeurs de rue, dans des magasins du centre-ville situés dans une rue consacrée à un certain type de produits, dans des magasins de proximité et des magasins de quartier traditionnels, dans des supermarchés modernes, dans des magasins-entrepôts et des magasins à adhésion et dans les centres commerciaux qu'ils abritent, dans des grands magasins, dans des magasins à grande surface et dans des centres commerciaux modernes. En outre, des "tianguis" ou marchés mobiles s'installent dans les rues de nombreux quartiers, selon le jour de la semaine. C'est le dimanche que ces marchés sont les plus nombreux.
La principale source de produits frais de la ville est la Central de Abasto. Il s'agit d'une mini-ville autonome située dans le quartier d'Iztapalapa, qui couvre une superficie équivalente à plusieurs dizaines de pâtés de maisons. Le marché de gros approvisionne la plupart des "mercados", supermarchés et restaurants de la ville, ainsi que les personnes qui viennent acheter les produits pour eux-mêmes. Des tonnes de produits frais sont acheminées chaque jour par camion depuis tout le Mexique. Le principal marché aux poissons est connu sous le nom de La Nueva Viga, dans le même complexe que le Central de Abastos. Le marché de Tepito, occupe 25 pâtés de maisons et vend une grande variété de produits, bien que le quartier de Tepito soit également dangereux. L'omniprésence du "mercado" est un élément essentiel pour les consommateurs de la ville. Chaque quartier important de la ville possède son propre marché réglementé par l'arrondissement, et souvent plusieurs. Il s'agit de grandes installations bien établies qui proposent la plupart des produits de base, tels que des produits frais, de la viande et de la volaille, des produits secs, des tortillerías, et de nombreux autres services tels que des serruriers, de la phytothérapie, des articles de quincaillerie, des outils de couture, ainsi qu'une multitude de stands proposant de la cuisine maison fraîchement préparée et des boissons dans la tradition des aguas frescas et des atole.

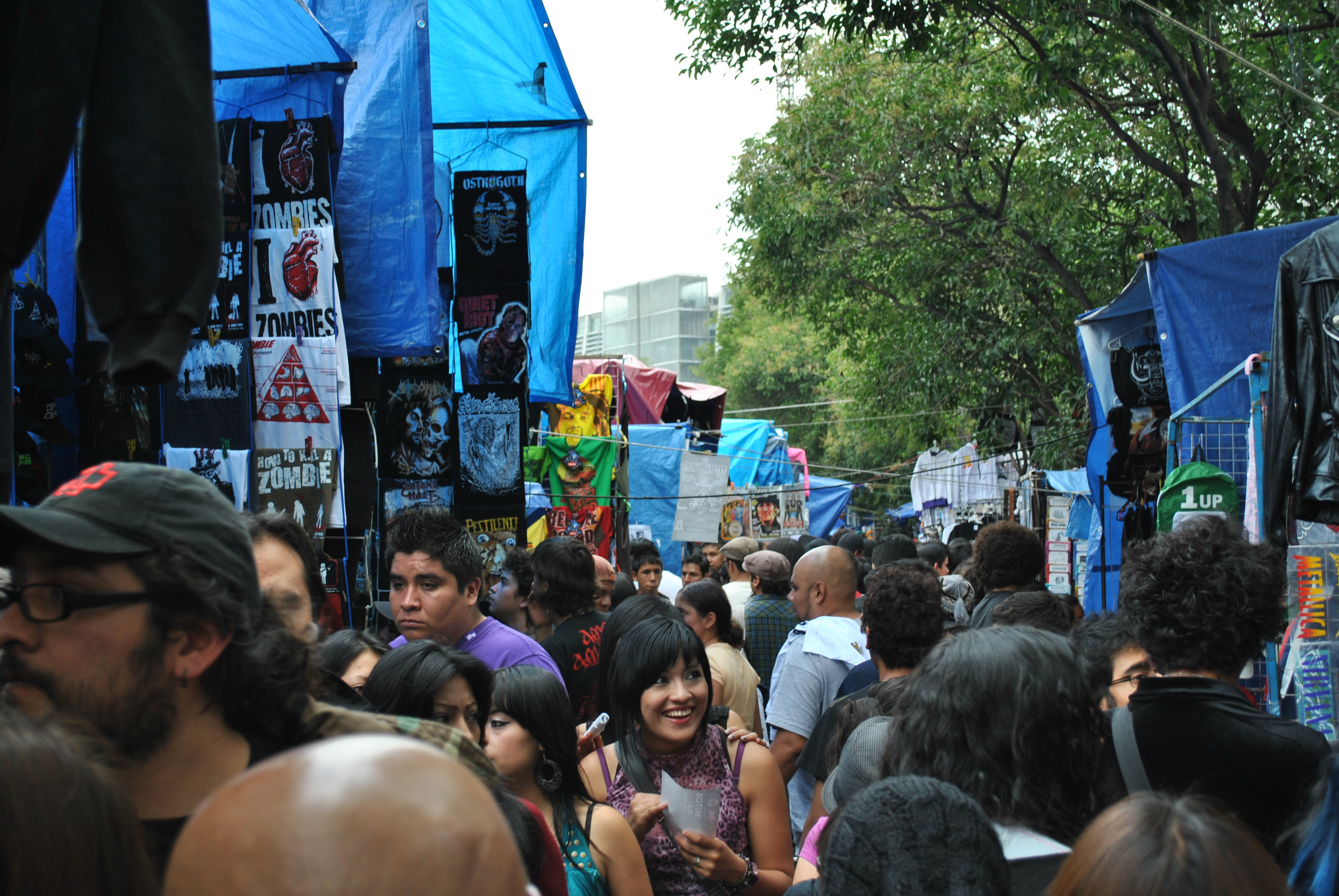
Vendeurs de rue dans le Tianguis El Chopo en 2011.

Les vendeurs ambulants exercent leur activité à partir d'étals dans les tianguis ainsi que dans des concentrations non contrôlées officiellement autour des stations de métro et des hôpitaux; dans les plazas comerciales, où les vendeurs d'un certain "thème" (par exemple, la papeterie) sont hébergés; à l'origine, ces places ont été organisées pour accueillir les vendeurs qui vendaient auparavant dans la rue; ou simplement à partir d'étals improvisés sur un trottoir de la ville. En outre, la nourriture et les marchandises sont vendues par des personnes marchant avec des paniers, poussant des charrettes, à partir de vélos ou à l'arrière de camions, ou simplement à partir d'une bâche ou d'un tissu posé sur le sol. Dans le centre de la ville, les vendeurs de rue informels sont de plus en plus visés par des lois et des poursuites. Le San Felipe de Jesús Tianguis hebdomadaire est considéré comme le plus grand d'Amérique Latine,.
Le centre historique de Mexico est largement connu pour ses détaillants spécialisés. Certains pâtés de maisons ou rues sont consacrés à des boutiques vendant un certain type de marchandises, avec des zones consacrées à plus de 40 catégories telles que les appareils électroménagers, les lampes et l'électricité, les placards et les salles de bains, les articles ménagers, les robes de mariée, les juke-boxes, l'imprimerie, le mobilier de bureau et les coffres-forts, les livres, la photographie, la bijouterie et les opticiens.

## Culture

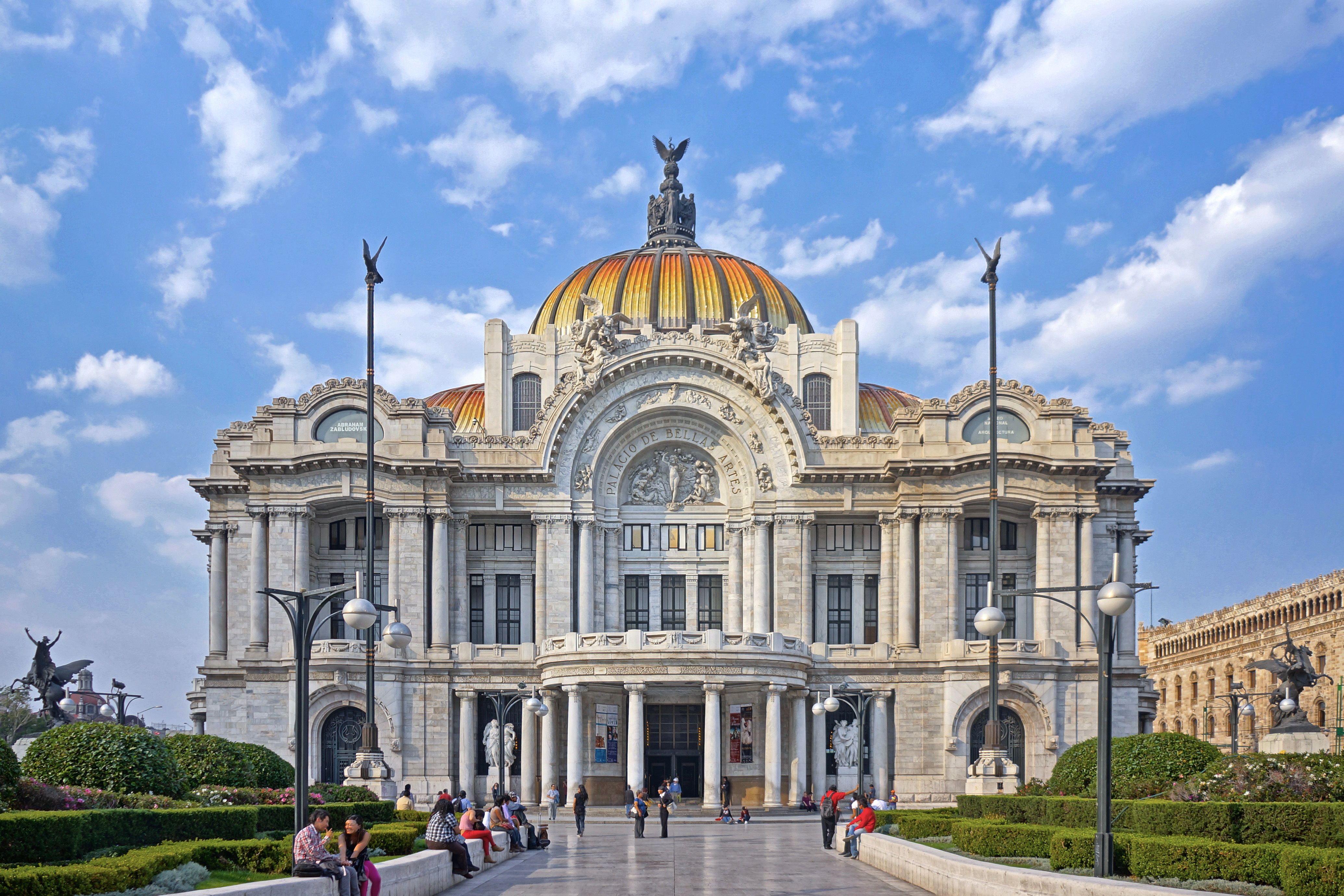
Le Palais des Beaux-Arts est le principal centre culturel du pays, considéré comme l'un des plus grands édifications artistiques du Mexique.

Capitale d'un vaste empire préhispanique, également de la vice-royauté la plus riche de l'Empire espagnol (qui régnait sur un vaste territoire en Amérique et aux Antilles) et, enfin, capitale du Mexique actuel, la ville possède un riche histoire d'expression artistique et culturelle.

### Arts plastiques et architecture
Depuis la période préclassique mésoaméricaine, les habitants des colonies autour du lac Texcoco ont produit de nombreuses œuvres d'art et d'artisanat complexes de renommée mondiale, dont certaines sont aujourd'hui exposées au Musée national d'anthropologie et au Musée du Templo Mayor. Si de nombreuses pièces de poterie et gravures sur pierre ont survécu, la grande majorité de l’iconographie amérindienne a été détruite lors de la conquête du Mexique.
Une grande partie de l'art colonial ancien était dérivée des codex (livres illustrés aztèques), dans le but de récupérer et de préserver une partie de l'iconographie et de l'histoire aztèque et amérindienne. Dès lors, les expressions artistiques au Mexique étaient majoritairement à caractère religieux. La Cathédrale Métropolitaine expose encore des œuvres de Juan de Rojas, Juan Correa et une peinture à l'huile dont la paternité a été attribuée à Murillo. Les œuvres d'art profanes de cette période comprennent la Statue équestre de Charles IV d'Espagne (es), connue localement sous le nom de « El caballito ». Cette pièce en bronze est l'œuvre de Manuel Tolsá (es) et a été placée sur la place du même nom, devant le Palacio de Mienría (es). Ici se trouve également le Musée national d'art (MUNAL).

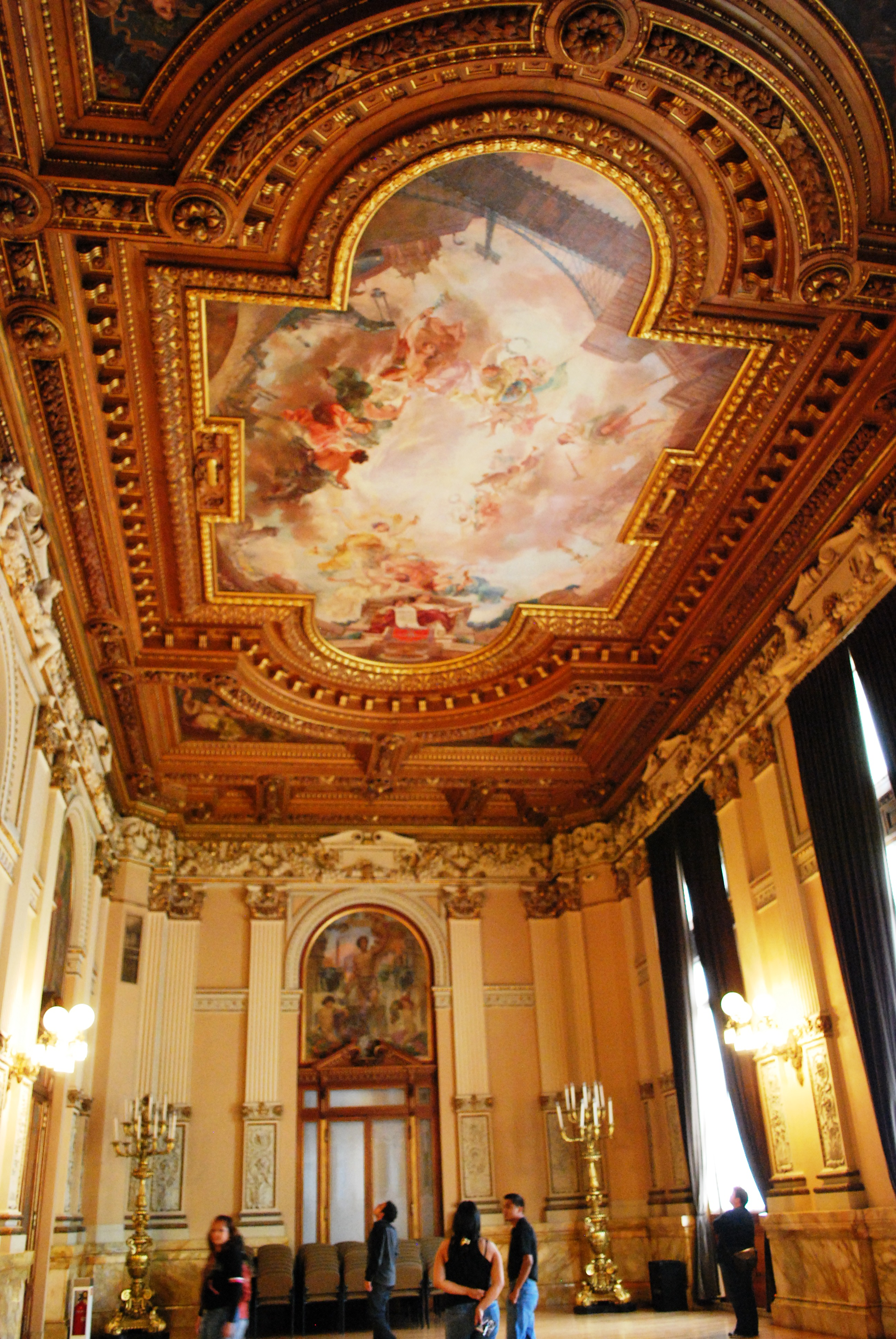
Réception du Musée national d'art (MUNAL).

Au XIXe siècle, l'Académie de San Carlos, fondée à l'époque vice-royale, était un producteur d'art important. Elle deviendra plus tard l'École nationale des arts plastiques (es), qui enseigne la peinture, la sculpture et le graphisme, aujourd'hui l'une des écoles d'art de l'UNAM. De nombreuses œuvres réalisées par les étudiants et les professeurs de cette époque sont aujourd'hui exposées au Musée national de San Carlos (es). L'un des étudiants, José María Velasco, est considéré comme l'un des plus grands peintres paysagistes de son époque. Le régime de Porfirio Díaz a parrainé les arts, en particulier ceux qui avaient une influence française. Les arts populaires fleurissent sous forme de caricatures et d'illustrations, par exemple celles de José Guadalupe Posada et Manuel Manilla. La collection permanente du San Carlos comprend également des peintures de maîtres européens tels que Rembrandt, Velázquez, Murillo et Rubens.

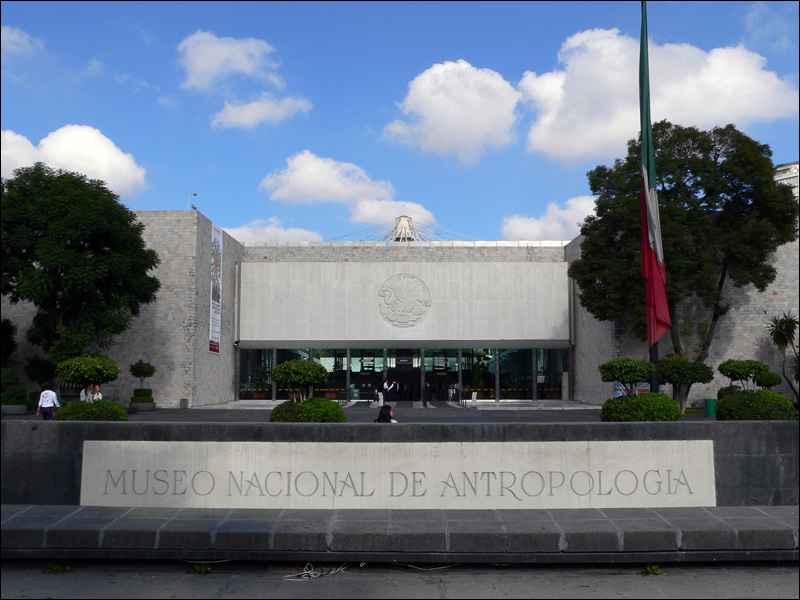
Vue de l'entrée du Musée National d'Anthropologie ; l'un des lieux muséaux les plus importants du pays et de l'Amérique latine.

Après la Révolution mexicaine, un mouvement artistique d'avant-garde est né à Mexico : le muralisme. De nombreuses œuvres des muralistes José Clemente Orozco, David Alfaro Siqueiros et Diego Rivera sont exposées dans de nombreux bâtiments de la ville, notamment le Palais National et le Palais des Beaux-Arts. Frida Kahlo, épouse de Rivera, avec une forte expression nationaliste, était également l'une des peintres les plus célèbres du Mexique. Sa maison est actuellement un musée où sont exposées plusieurs de ses œuvres. María Izquierdo est l'une des peintres les plus représentatives du surréalisme.
L'ancienne maison de Dolores Olmedo abrite un musée du même nom. L'installation est située à Xochimilco, dans la zone sud de la ville, et comprend plusieurs bâtiments entourés de vastes jardins. Il abrite une importante collection de peintures et dessins de Rivera et Kahlo, ainsi que du xoloitzcuintles, un chien très emblématique de la région. Il présente également de petites mais importantes expositions temporaires d'art classique et moderne, par exemple de l'école vénitienne et d'art moderne de New York.
Au cours du XXe siècle, de nombreux artistes ont émigré à Mexico en provenance de différentes régions du pays, comme Leopoldo Méndez, un graveur de Veracruz, qui a soutenu la création du Taller de Gráfica Popular, destiné à trouver un lieu d'expression pour les citoyens travailleurs. D'autres peintres sont venus de l'étranger, comme le peintre catalan Remedios Varo ou Leonora Carrington, ainsi que d'autres exilés espagnols et juifs. C’est dans la seconde moitié du XXe siècle que la production artistique commence à s’écarter des thèmes révolutionnaires. José Luis Cuevas opte pour l'art contemporain, à l'opposé du mouvement muraliste associé à la politique sociale.

### Musées

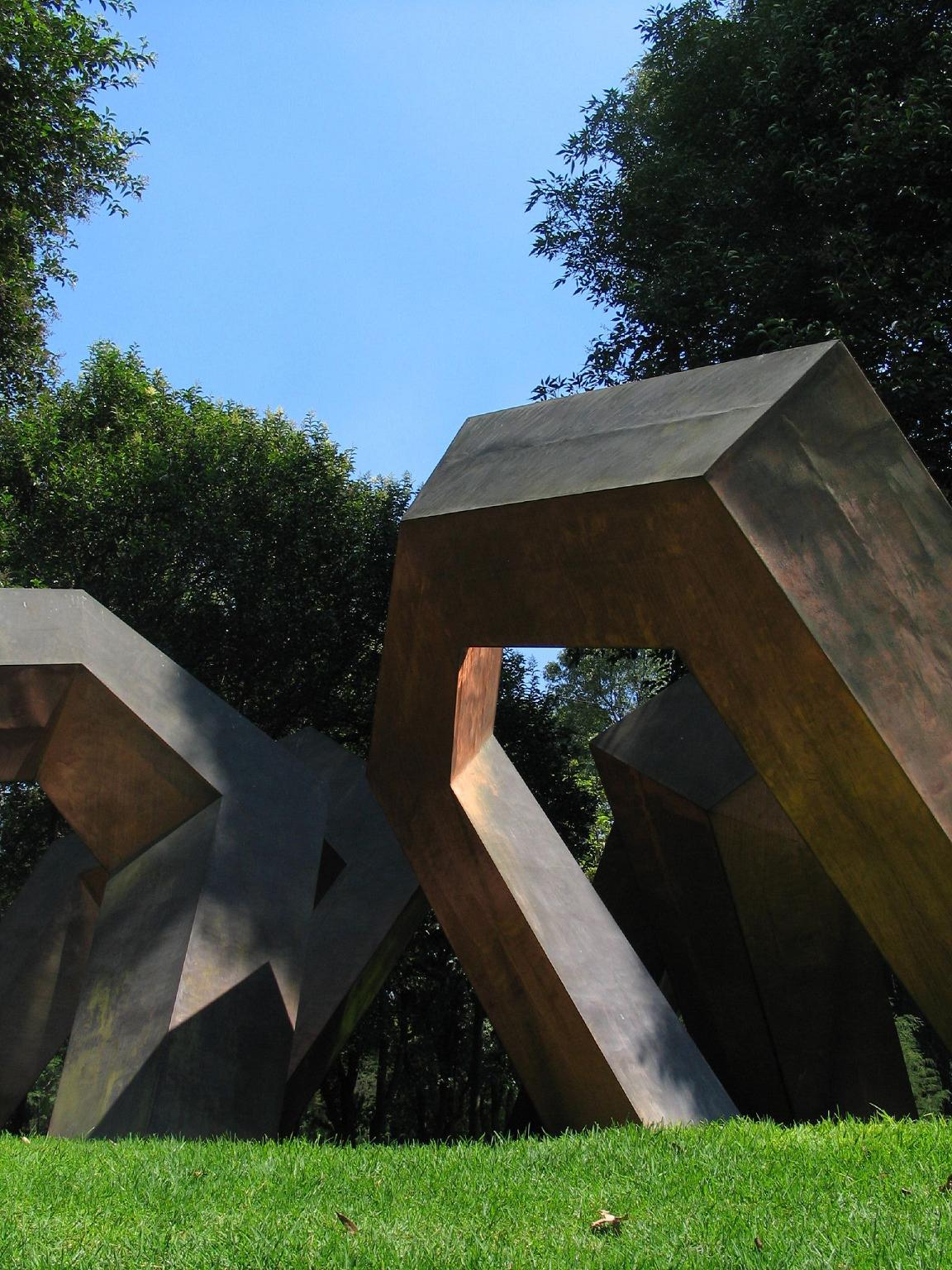
Jardin du Musée d'art moderne (MAM).

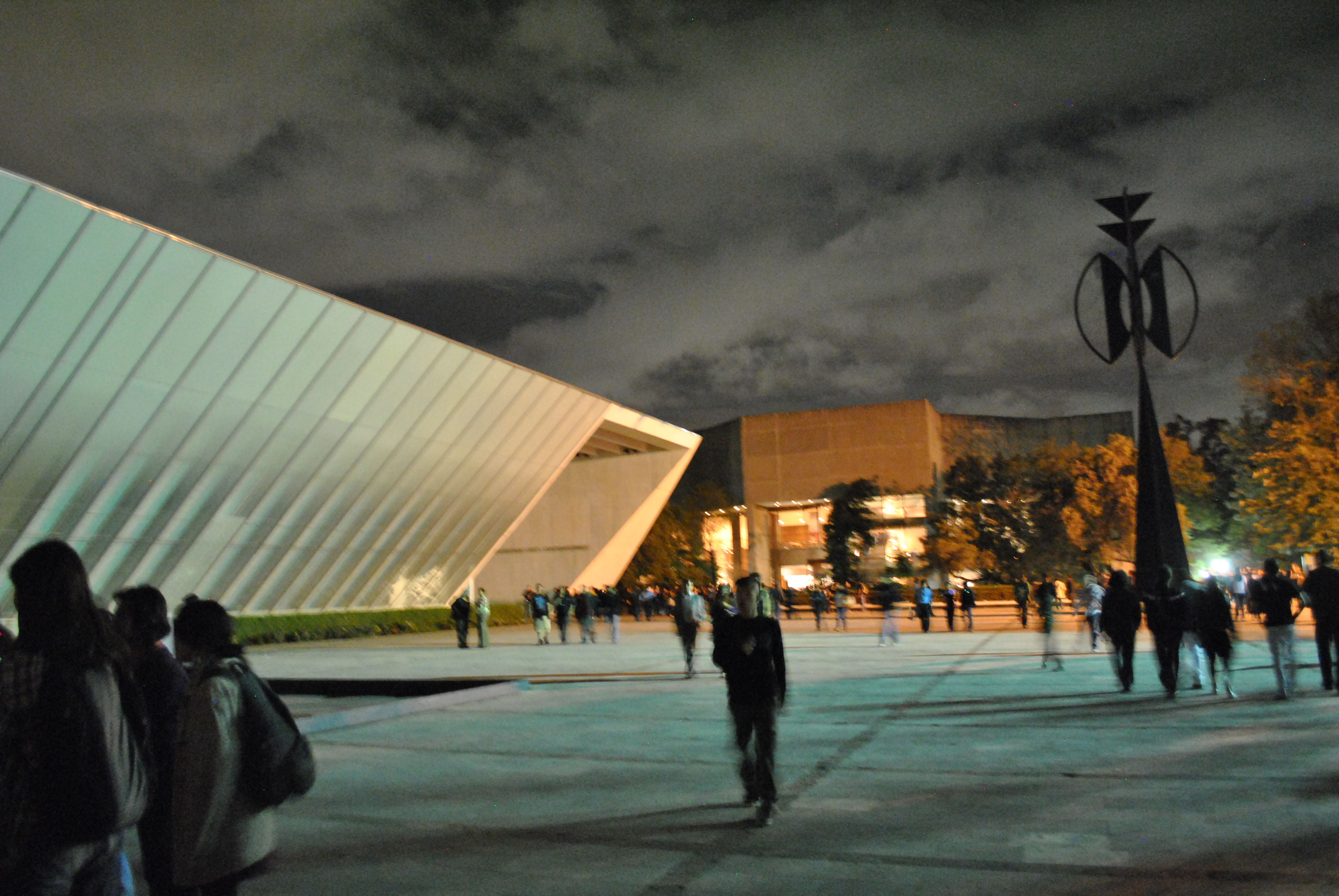
Place du Musée universitaire d'art contemporain (MUAC), au sud de la ville.

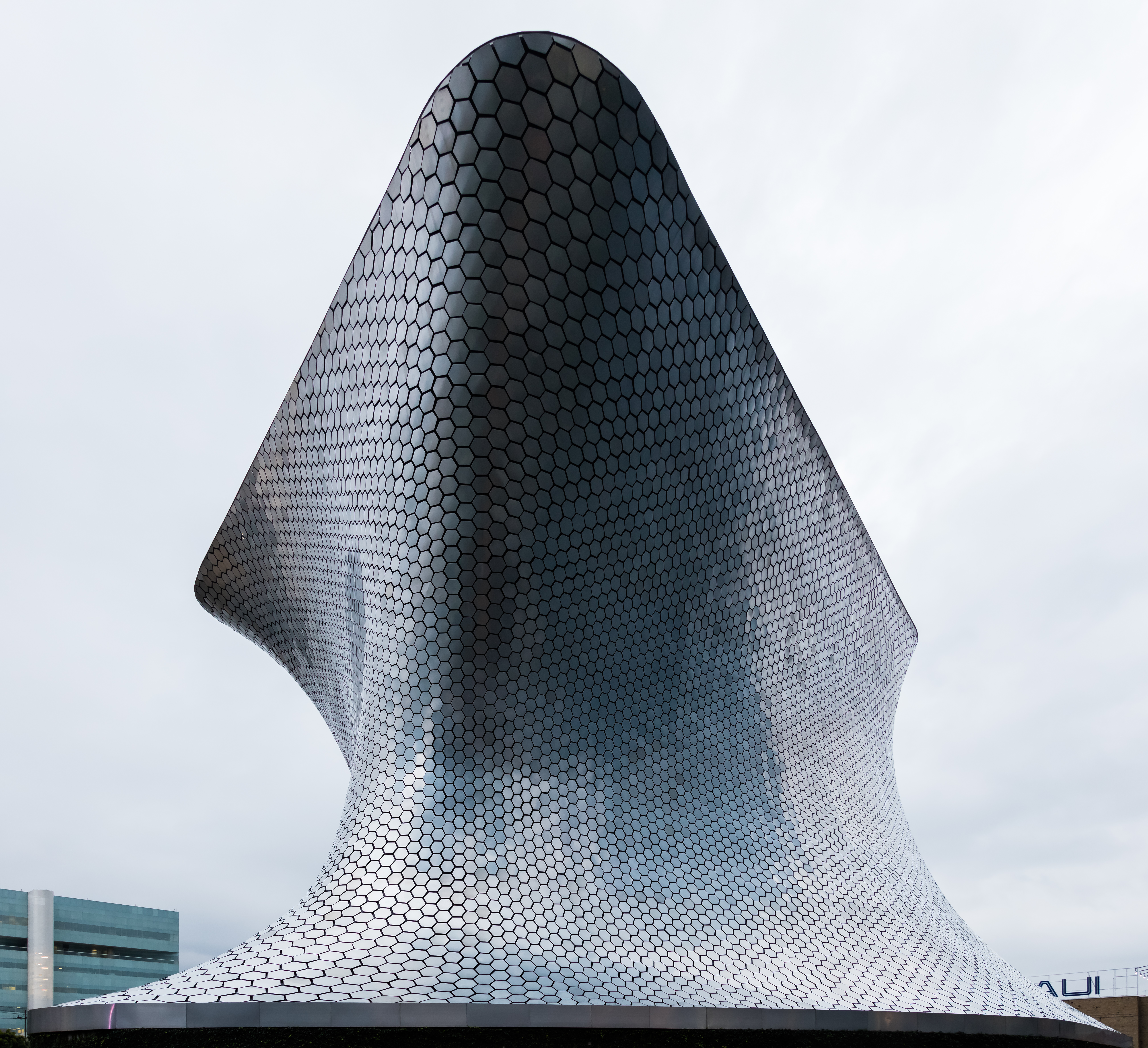
Le Musée Soumaya, au place Carso.

Mexico est l'une des villes comptant le plus grand nombre de musées au monde. Elle compte de nombreux musées consacrés à l'art, notamment à l'art colonial, à l'art moderne et art contemporain. Le Musée d’art contemporain Tamayo a été ouvert au milieu des années 1980 pour abriter une collection d'art contemporain international, offerte par le célèbre peintre mexicain Rufino Tamayo (né dans l'État d'Oaxaca). La collection comprend des pièces de Picasso, Paul Klee, Kandinsky, Warhol et bien d'autres, bien que la majorité de la collection soit conservée pendant que des expositions de visite sont présentées. Le Musée d'art moderne (MAM) est un dépôt d'artistes mexicains du XXe siècle, dont Rivera, Orozco, Siqueiros, Kahlo, Gerzso, Carrington, Izquierdo et Tamayo, entre autres, et accueille également des expositions temporaires d'art moderne international. Au sud de la ville, le Musée Carrillo Gil expose des artistes d'avant-garde, tout comme le Musée universitaire d'art contemporain (MUAC), conçu par Teodoro González de León et inauguré fin 2008.

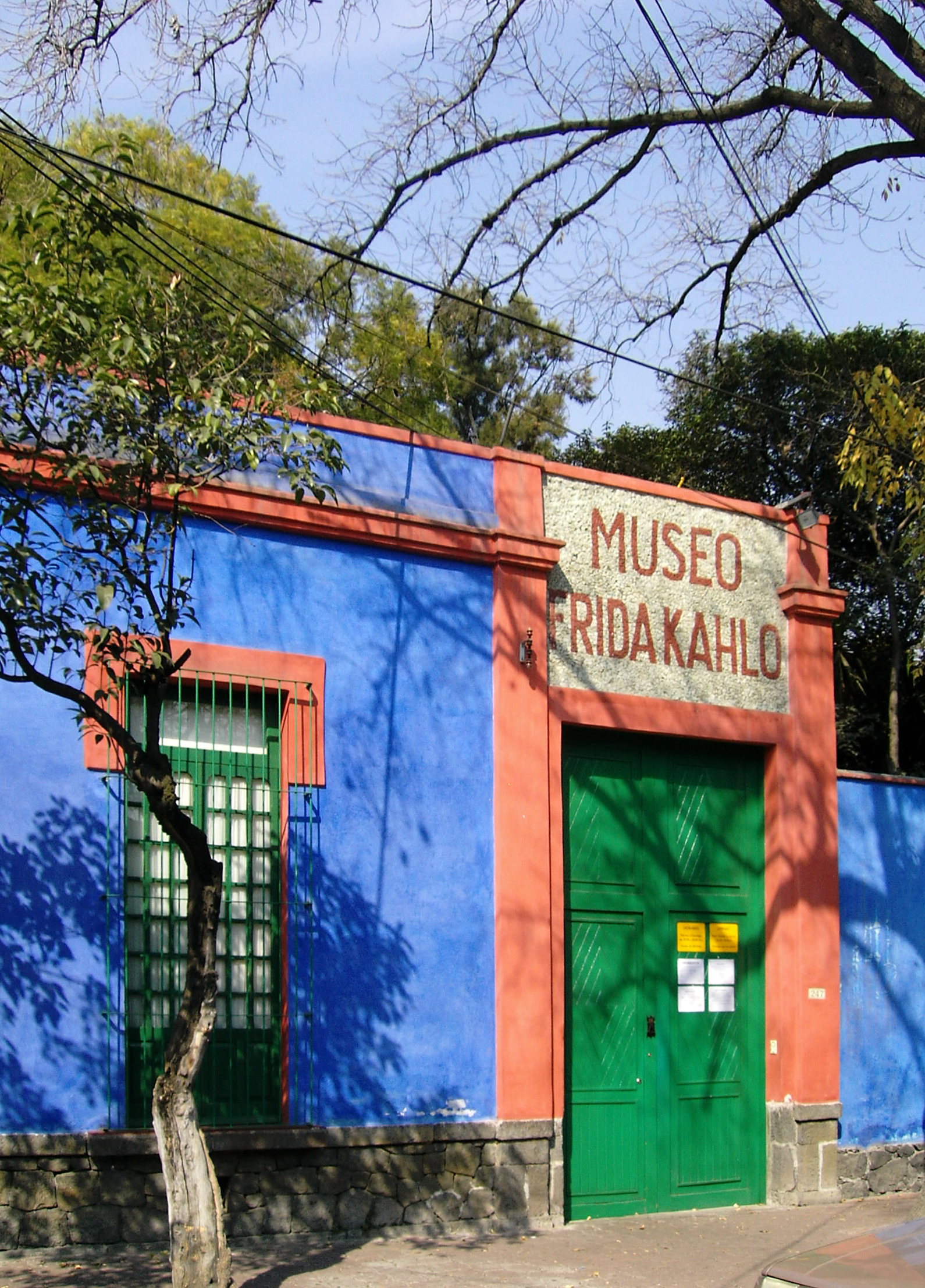
Le Musée Frida-Kahlo, au Coyoacán.

Le Musée Soumaya, du nom de l'épouse du magnat mexicain Carlos Slim, possède la plus grande collection privée de sculptures originales d'Auguste Rodin en dehors de la France. Il possède également une grande collection de sculptures de Dalí, ainsi que des pièces du Greco, Velázquez, Picasso et Canaletto. Elle possède une installation plus petite au sud de la ville. Le Musée Jumex est consacré à l'art contemporain, situé sur le vaste terrain de l'entreprise de jus Jumex, et possède la plus grande collection privée d'art contemporain d'Amérique latine ; Il abrite des pièces de sa collection permanente, ainsi que des expositions itinérantes d'artistes contemporains de premier plan. L'antique Collège de San Ildefonso, dans le centre historique de Mexico, un palais à colonnades du XVIIe siècle, accueille régulièrement des expositions d'art mexicain et international, parmi lesquelles celles de David LaChapelle, Antony Gormley et Ron Mueck. Le Musée National d'Art (MUNAL) est également situé dans un ancien palais du centre historique, qui abrite une grande collection d'œuvres des principaux artistes mexicains des 400 dernières années et organise également des expositions.
Un autre lieu important parmi les musées de la ville est le Musée Mémoire et tolérance, inauguré début 2011. L'idée de deux jeunes mexicains a été transformée en un espace unique destiné à montrer tous les principaux événements historiques de discrimination et de génocide. Les expositions permanentes comprennent celles sur l'Holocauste et d'autres atrocités à grande échelle. Il accueille également des expositions temporaires ; celui du Tibet a été inauguré par le Dalaï Lama en septembre 2011

### Arts du spectacle et divertissement

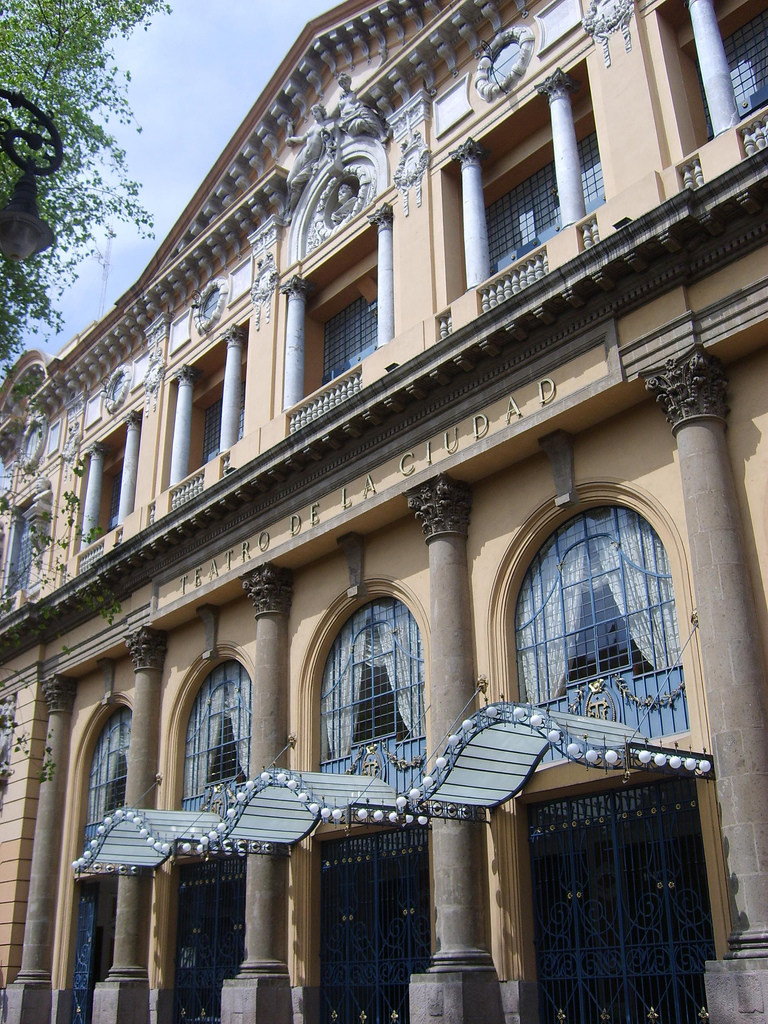
Le Théâtre de la Ville « Esperanza Iris », ouvert en 1918.

Mexico abrite plusieurs orchestres qui proposent des programmes saisonniers. Il s'agit notamment de l'orchestre typique de Mexico (es), considéré comme le plus ancien ensemble orchestral d'Amérique latine, de l'orchestre philharmonique de Mexico, qui se produit à la salle Ollin Yoliztli (es) ; l'Orchestre symphonique national (es), qui opère au Palais des Beaux-Arts, ainsi que son orchestre, la compagnie nationale d'Opéra (Opera de Bellas Artes), la Compagnie nationale de danse et le Ballet folklorique du Mexique d'Amalia Hernández (es) ; l'orchestre philharmonique de l'UNAM (OFUNAM) et l'orchestre symphonique Minería, qui se produisent dans la salle Nezahualcóyotl (es), qui était la première salle de concert immersive au monde dans l'hémisphère occidental lors de son ouverture en 1976.

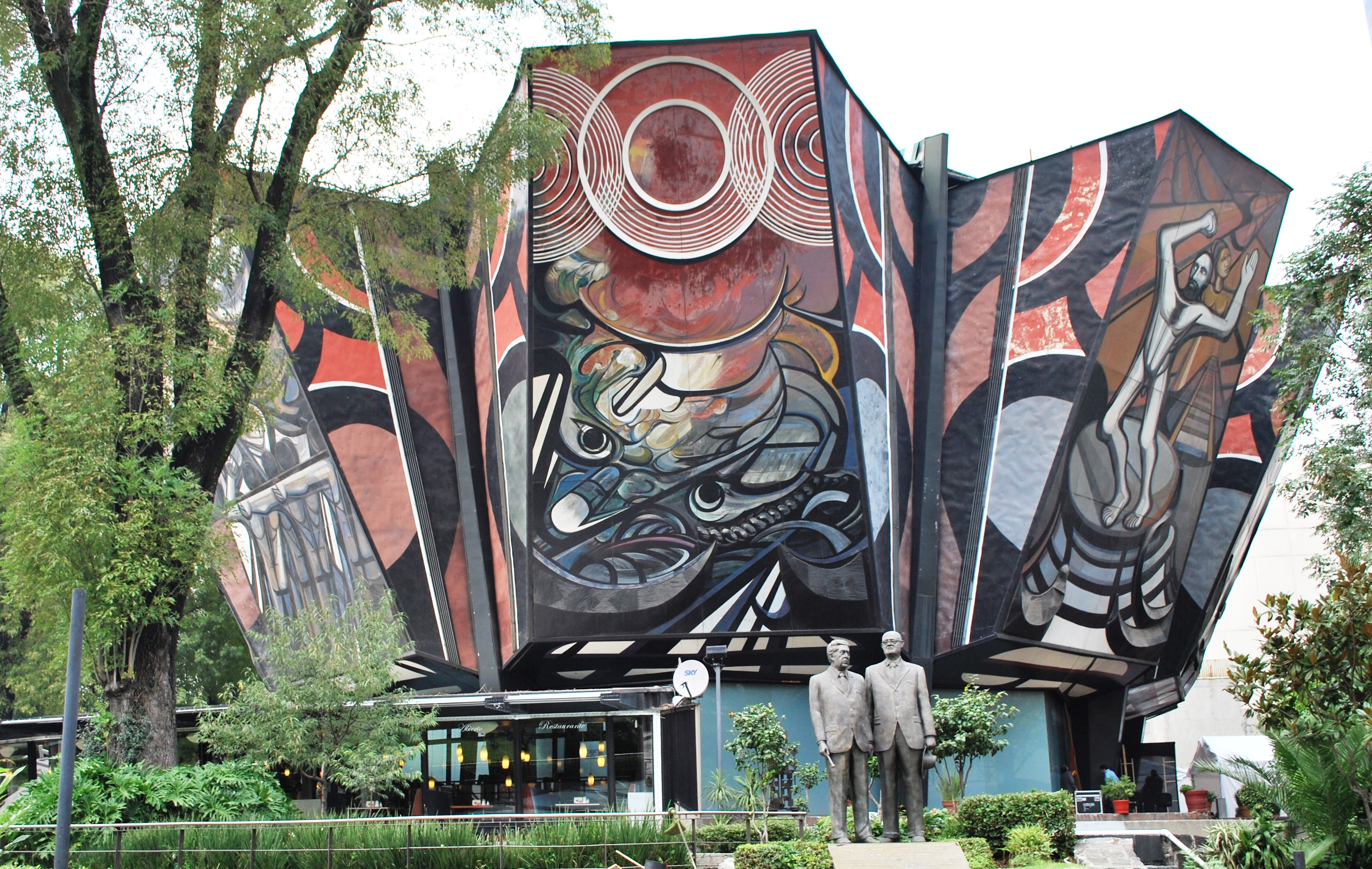
Le polyforum culturel Siqueiros et sa fresque murale «La Marche de la Humanité» de David Alfaro Siqueiros.

Dans la ville, il existe une forte activité théâtrale, tant publique que privée et indépendante, avec des entités importantes telles que la Compagnie nationale de théâtre (es) et diverses salles. Parmi eux, le Théâtre de la Ville « Esperanza Iris » (es), inauguré en 1918, s'impose comme l'un des plus importants de la capitale, situé dans le centre historique. Le polyforum culturel Siqueiros (es) au quartier Colonia del Valle, le Théâtre de los Insurgentes (es), le centre culturel del Bosque (es) situé à côté du Campo  Marte, le Centre culturel hellénique (es), le centre culturel universitaire de l'UNAM (es), le réseau de théâtres IMSS (es) comme le théâtre Xola Julio Prieto (es) et les Théâtres de l'ISSSTE (es) comme le théâtre Julio Jiménez Rueda (es), le théâtre La Capilla (es) inauguré par Salvador Novo en 1953 et le théâtre-bar El Vicio (es) dans les années 1980, le cabaret le plus prestigieux de la ville, entre autres. Également, le théâtre Telcel (es) et le centre culturel Telmex (es), le centre théâtral Manolo-Fábregas et plusieurs de ses environs comme le théâtre San Rafael (es) qui sont situés dans le quartier du même nom. Le théâtre Metropólitan (es), une ancienne salle de cinéma des années 1940, se consacre principalement à la représentation de pièces de théâtre, de concerts, de comédies musicales, de récitals et de présentations de danse, entre autres, tant au niveau national qu'international.

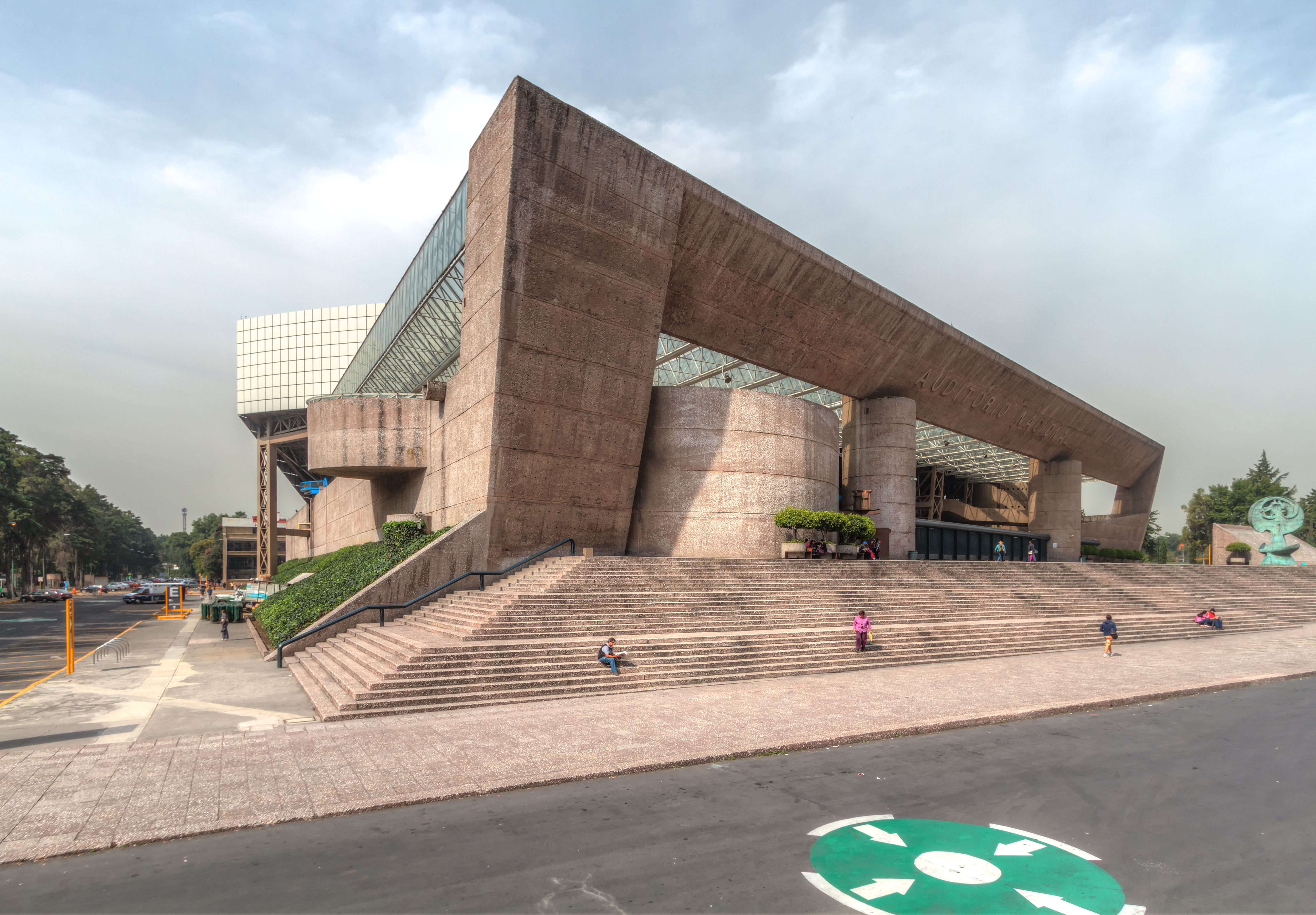
Le Auditorio national au Paseo de la Reforma.

L'Auditorio national est le principal lieu de spectacles contemporains au Mexique, considéré comme l'un des meilleurs au monde par divers médias spécialisés, situé sur le Paseo de la Reforma, où se trouve un autre lieu de plus petite capacité pour les spectateurs appelé le Lunario. La ville dispose également d'arènes de spectacle, destinées à des événements tels que des concerts, des événements sportifs, des cirques, entre autres. La plus ancienne est l'Arena México, une arène polyvalente spécialement utilisée pour la lutte professionnelle ; l'arène Palais des sports construite pour les Jeux olympiques de 1968 et la nouvelle Arena Ciudad de México, le centre de divertissement le plus grand et le plus moderne du pays. La capitale possède le Foro Sol, un complexe sportif destiné à accueillir des événements de grande envergure, comme le Vive Latino et un autre espace sportif également destiné aux événements de divertissement est le Stade Azteca.

## Voies de communication et transports

### Transport aérien

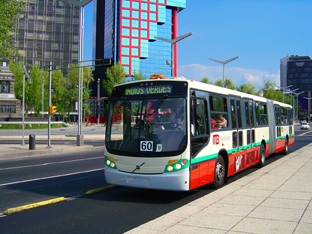
Metrobus

Mexico est desservie par un aéroport international, l'aéroport international de Mexico (Aeropuerto Internacional Benito Juárez).

### Transport en commun
Un métro doté de 12 lignes (la dernière ouverte en 2012) dessert un réseau de 225,9 km de long.
Un métro léger composé d'une ligne, longue de 13 km et desservant 18 stations, s'y ajoute.

## Sports

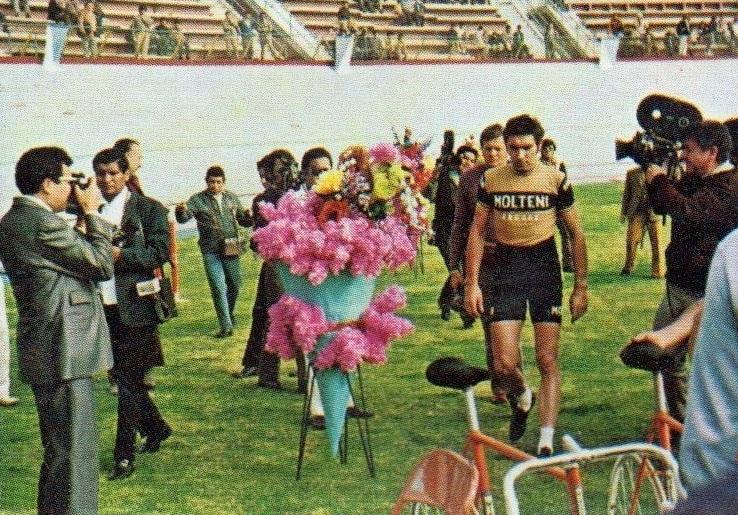
Eddy Merckx, au départ de son record de l'heure cycliste à Mexico, le 25 octobre 1972 (après celui de Ole Ritter en 1968 dans la même ville).

La ville accueille les Jeux olympiques d'été en 1968.
Dans la Ligue mexicaine de baseball, les Diablos Rojos del México sont basés à Mexico où se trouve leur stade, le Foro Sol, enceinte de 27 940 places.
Les principaux clubs de football sont Club América, Cruz Azul et le Club Universidad Nacional.
Le Grand Prix du Mexique de Formule 1 se déroule sur l'Autódromo Hermanos Rodríguez de 1963 à 1970, de 1986 à 1992 et depuis 2015. C'est le seul circuit à avoir accueilli la manche mexicaine du championnat du monde.

## Personnalités

### Nées à Mexico
- Carlos de Sigüenza y Góngora (1645-1700), astronome, mathématicien et philosophe.
- Felipe de Jesús Villanueva Gutiérrez (1862-1899), compositeur.
- Carlos Chávez (1899-1978), compositeur et chef d'orchestre
- Manuel Álvarez Bravo (1902-2002), photographe.
- Frida Kahlo (1907-1954), peintre dont la maison est toujours visible
- Mario Moreno Reyes, dit Cantinflas (1911-1993), acteur humoristique.
- Pedro Armendáriz (1912-1963), acteur
- Octavio Paz (1914-1998), écrivain, prix Nobel de littérature en 1990.
- Guadalupe Loaeza (1921-), écrivaine mexicaine.
- Inez Fischer-Credo (1928), cavalière canadienne de dressage.
- Carlos Fuentes (1928-2012), écrivain et essayiste.
- Carlos Monsiváis (1938-2010), écrivain et essayiste.
- Vicente Fox (° 2 juillet 1942), homme politique mexicain, président du Mexique de 2000 à 2006.
- Jorge Mester (es), (° 10 avril 1935), chef d'orchestre.
- Héctor Quintanar (es) (° 1936), musicien, compositeur et chef d'orchestre.
- José Emilio Pacheco, (° 30 juin 1939), poète.
- Mario J. Molina (° 19 mars 1943), chimiste, prix Nobel de chimie en 1995, reçu avec Paul Josef Crutzen et Frank Sherwood Rowland pour la découverte du trou dans la couche d'ozone.
- Julio Estrada (° 10 avril 1943), compositeur.
- Norma Mora (°1943), actrice.
- Marta Lamas (° 1947),anthropologue et militante féministe mexicaine.
- Katya Mandoki (° 1947), chercheuse en philosophie, artiste expérimentale et auteure.
- Luis de Tavira (° 1948), homme de théâtre.
- José José (1948-2019), chanteur mexicain.
- Pura López Colomé (° 1952), poète
- Marisa Sistach (° 10 septembre 1952), réalisatrice et scénariste.
- Julia Carabias Lillo (° 11 août 1954), Secrétariat de l'environnement et des ressources naturelles
- Sabina Berman (° 1955), réalisatrice et scénariste.
- David Silveti (° 3 octobre 1955), torero.
- Javier Sicilia (° 1956), poète.
- Susana Lizano (° 1957), astrophysicienne.
- Tedi López Mills (° 1959), écrivain, poète, essayiste et éditeur.
- Ramón Vargas (° 1960), chanteur d'opéra (ténor).
- Miguel Calderón (° 1971), artiste contemporain.
- Rolando Villazón (° 22 février 1972), chanteur d'opéra (ténor).
- Diana Salazar (° 1972), artiste mexicaine : peinture, photographie, céramique.
- Ilana Sod (° 3 février 1973), journaliste.
- Horacio Franco, flûtiste.
- Francisco Pantoja Islas (° 3 décembre 1973), lutteur évoluant à la WWE sous le nom de Super Crazy.
- Místico (° 1982), Catcheur de la WWE
- Karla Souza (° 1985), actrice.
- Ana Lorena Sánchez (° 1990), actrice.
- Danna Paola (° 1995), actrice et chanteuse.
- Carmen Parra, artiste mexicaine

### Décédées à Mexico
- Antoine Margil de Jésus (1657-1726) vénérable franciscain
- Benito Juárez, président du Mexique, entre 1861 et 1863 et entre 1867 et 1872.
- Antonio López de Santa Anna (1794-1876) - général - onze fois président.
- Adolfo Ruiz Cortines, président du Mexique, entre 1952 et 1958.
- Luis Buñuel, réalisateur espagnol naturalisé mexicain
- José Clemente Orozco (1883-1949), peintre.
- Pérez Prado, musicien cubain, le roi du mambo
- Léon Trotski (ou « León Trotsky » en espagnol et « Lev Trotsky » en russe), homme politique russe assassiné sur ordre de Joseph Staline.
- Eugène Lanti (1879-1947), philosophe français
- Clara Porset (1889-1981), designeuse
- Remedios Varo, peintre espagnole.
- Miguel Alemán Valdés, (1903-1983), président du Mexique, entre 1946 et 1952.
- Juan Gelman poète argentin.
- Gabriel García Márquez, écrivain colombien.
- Paris Pişmiş (1911-1999), astronome.
- Chuy Bravo (1956-2019), acteur et humoriste américain.

### Autres personnalités
Liste de personnes qui vécurent une partie de leur vie à Mexico :
- Leonora Carrington (1917-2011), peintre et romancière anglaise.
- Rosamaría Roffiel (1945-), poétesse, romancière, journaliste et rédactrice mexicaine.

#### Universités
- Université nationale autonome du Mexique (UNAM)
- Université autonome métropolitaine (UAM)
- Institut polytechnique national (IPN)
- Institut technologique autonome de Mexico (ITAM)
- Institut de technologie et d'études supérieures de Monterrey (ITESM)
- Le Collège du Mexique (Colmex)

## Jumelages et partenariats
| Ville | Ville              | Pays | Pays                   | Période                      |
| ----- | ------------------ | ---- | ---------------------- | ---------------------------- |
|       | Andorre-la-Vieille |      | Andorre                |                              |
|       | Arequipa           |      | Pérou                  |                              |
|       | Athènes            |      | Grèce                  |                              |
|       | Berlin             |      | Allemagne              | depuis le 1er septembre 1993 |
|       | Beyrouth           |      | Liban                  |                              |
|       | Bogota             |      | Colombie               |                              |
|       | Buenos Aires       |      | Argentine              | depuis 2006                  |
|       | Cadix              |      | Espagne                | depuis 2009                  |
|       | Caracas            |      | Venezuela              |                              |
|       | Chicago            |      | États-Unis             |                              |
|       | Cuzco              |      | Pérou                  | depuis le 17 juin 1987       |
|       | Doha               |      | Qatar                  |                              |
|       | Dolores Hidalgo    |      | Mexique                | depuis le 1er septembre 2008 |
|       | Guadalajara        |      | Mexique                | depuis 1996                  |
|       | Guanajuato         |      | Mexique                | depuis 1996                  |
|       | Guatemala          |      | Guatemala              | depuis 1998                  |
|       | Houston            |      | États-Unis             |                              |
|       | Istanbul           |      | Turquie                |                              |
|       | Jakarta            |      | Indonésie              |                              |
|       | Juárezville        |      | Mexique                |                              |
|       | Kaliningrad        |      | Russie                 |                              |
|       | Kiev,              |      | Ukraine                | depuis le 25 septembre 1997  |
|       | Koweït             |      | Koweït                 |                              |
|       | La Havane          |      | Cuba                   | depuis le 25 septembre 1997  |
|       | La Paz             |      | Bolivie                |                              |
|       | Le Caire           |      | Égypte                 |                              |
|       | Lima               |      | Pérou                  |                              |
|       | Lisbonne           |      | Portugal               |                              |
|       | Londres            |      | Royaume-Uni            |                              |
|       | Los Angeles        |      | États-Unis             | depuis le 11 décembre 1969   |
|       | Madrid             |      | Espagne                | depuis le 17 novembre 1983   |
|       | Manille            |      | Philippines            |                              |
|       | Maracaibo          |      | Venezuela              |                              |
|       | Monterrey          |      | Mexique                | depuis 2003                  |
|       | Montevideo         |      | Uruguay                |                              |
|       | Mourom             |      | Russie                 | depuis 2010                  |
|       | Nagoya             |      | Japon                  | depuis le 15 février 1978    |
|       | New York           |      | États-Unis             |                              |
|       | Niardo             |      | Italie                 |                              |
|       | Nicosie            |      | Chypre                 |                              |
|       | Panama             |      | Panama                 |                              |
|       | Paris              |      | France                 |                              |
|       | Pékin              |      | Chine                  |                              |
|       | Ranchi             |      | Inde                   |                              |
|       | Rio de Janeiro     |      | Brésil                 |                              |
|       | Rosario            |      | Argentine              | depuis 2010                  |
|       | Saint-Domingue     |      | République dominicaine |                              |
|       | Samarcande         |      | Ouzbékistan            | depuis 2010                  |
|       | San Juan           |      | Porto Rico             |                              |
|       | San Salvador       |      | Salvador               | depuis le 14 septembre 1979  |
|       | Santiago           |      | Chili                  |                              |
|       | Stockholm          |      | Suède                  |                              |
|       | Stuttgart          |      | Allemagne              |                              |
|       | Sydney             |      | Australie              |                              |
|       | São Paulo          |      | Brésil                 |                              |
|       | Séoul              |      | Corée du Sud           | depuis le 30 août 1993       |
|       | Tel Aviv           |      | Israël                 |                              |
|       | Toronto            |      | Canada                 |                              |

## Divers
- Teotihuacan, à environ 40 kilomètres au nord-est de la ville de Mexico, est un important site archéologique de la vallée de Mexico, comprenant certaines des plus grandes pyramides mésoaméricaines jamais construites.